# Audi A4
L'Audi A4 est une berline familiale construite par la marque allemande Audi et une voiture de classe moyenne.
Elle succéde en 1994 à l'Audi 80. Depuis lors, cinq générations d'A4 se sont succédé, dénommées A4 B5, A4 B6, A4 B7, A4 B8 et A4 B9. Etant donné que les voitures électriques de la gamme Audi doivent dorénavant utiliser des numéros pairs, la dixième génération de la série, présentée en juillet 2024, est désormais connue sous le nom d'Audi A5 B10.

## Audi A4 (B5)

### Description
L’Audi A4 B5 est présentée en octobre 1994 et commercialisée de janvier 1995 à janvier 2001. Elle est restylée en 1998. Elle remplace l'Audi 80 B4. L'A4 B5 se décline en berline quatre-portes et en break Avant.

### Motorisations
| Moteur                      | Puissance       | Couple          | Vitesse maxi (berline) | 0–100 km/h (berline, boîte manuelle) | Années          | Émissions de CO2 |
| Moteurs essence             | Moteurs essence | Moteurs essence | Moteurs essence        | Moteurs essence                      | Moteurs essence | Moteurs essence  |
| --------------------------- | --------------- | --------------- | ---------------------- | ------------------------------------ | --------------- | ---------------- |
| 1.6 I4 8v SOHC              | 101 ch          | 140 N m         | 191 km/h               | 11,9 s                               | 1994 – 2001     | 174 g/km         |
| 1.6 I4 8v SOHC              | 102 ch          | 148 N m         |                        | 11,9 s                               | 2000 – 2001     | 192 g/km         |
| 1.8 I4 20v DOHC             | 125 ch          | 173 N m         | 205 km/h               | 10,5 s                               | 1994 – 2001     | 182 g/km         |
| 1.8T I4 20v DOHC, Turbo     | 150 ch          | 210 N m         | 222 km/h               | 8,3 s                                | 1994 – 2001     | 182 g/km         |
| 1.8T I4 20v DOHC, Turbo     | 180 ch          | 235 N m         | 233 km/h               | 7,9 s                                | 1997 – 2001     | 194 g/km         |
| 2.4 V6 30v 2x DOHC          | 165 ch          | 230 N m         | 225 km/h               | 8,4 s                                | 1997 – 2001     | 226 g/km         |
| 2.6 V6 12v SOHC             | 150 ch          | 225 N m         | 220 km/h               | 9,1 s                                | 1994 – 1997     |                  |
| 2.8 V6 12v SOHC             | 174 ch          | 245 N m         | 230 km/h               | 8,2 s                                | 1994 – 1997     |                  |
| 2.8 V6 30v 2x DOHC          | 193 ch          | 280 N m         | 240 km/h               | 7,4 s                                | 1997 – 2001     |                  |
| 2.7 V6 30v 2x DOHC, Biturbo | 265 ch (S4)     | 400 N m         | 251 km/h               | 5,9 s                                | 1997–2002       | 271 g/km         |
| Moteurs diesel              |                 |                 |                        |                                      |                 |                  |
| 1.9 DI I4 8v SOHC           | 75 ch           | 150 N m         | 158 km/h               |                                      | 1996 – 2001     |                  |
| 1.9 TDI I4 8v SOHC          | 90 ch           | 202 N m         | 168 km/h               | 13,3 s                               | 1994 –1997      | 125 g/km         |
| 1.9 TDI I4 8v SOHC          | 90 ch           | 210 N m         | 168 km/h               | 13,3 s                               | 1997 – 2001     | 143 g/km         |
| 1.9 TDI I4 8v SOHC          | 110 ch          | 225 N m         | 183 km/h               | 11,3 s                               | 1994 – 1997     | 114 g/km         |
| 1.9 TDI I4 8v SOHC          | 110 ch          | 230 N m         | 197 km/h               | 10,8 s                               | 1997 – 2000     | 114 g/km         |
| 1.9 TDI I4 8v SOHC          | 115 ch          | 285 N m         | 199 km/h               | 10,5 s                               | 2000 – 2001     | 123 g/km         |
| 2.5 V6 TDI 24v DOHC         | 150 ch          | 310 N m         | 219 km/h               | 9,3 s                                | 1997 – 2001     | 184 g/km         |

### Galerie

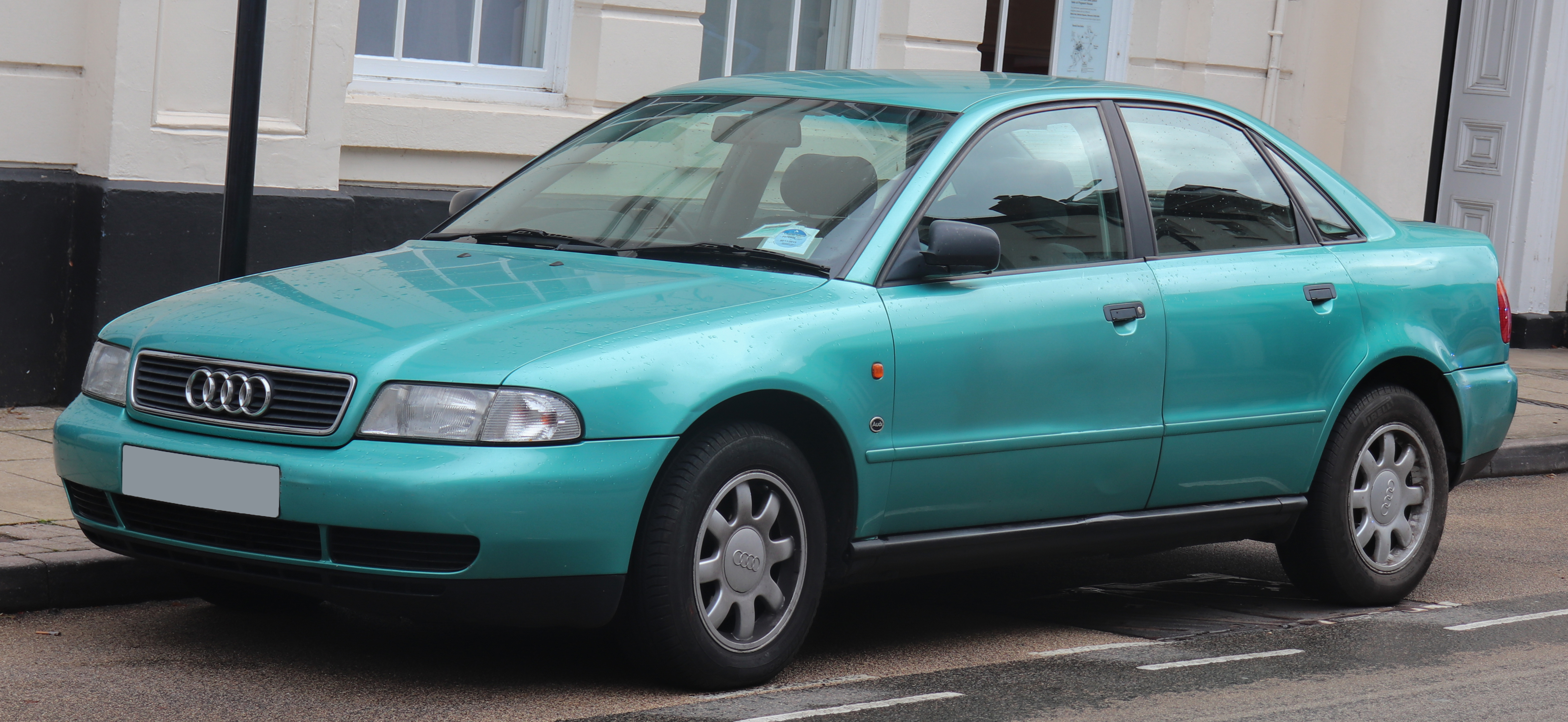
Audi A4 B5
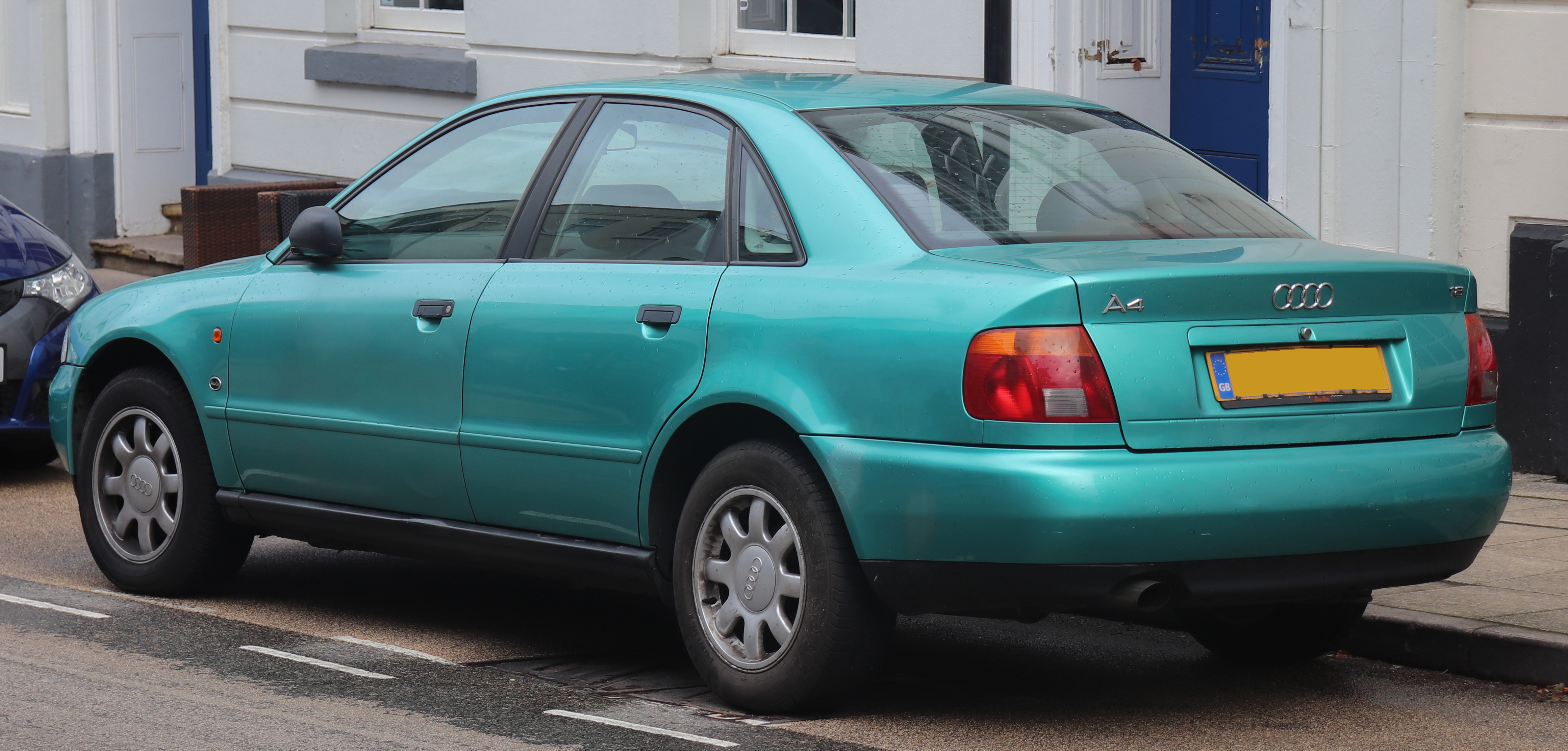
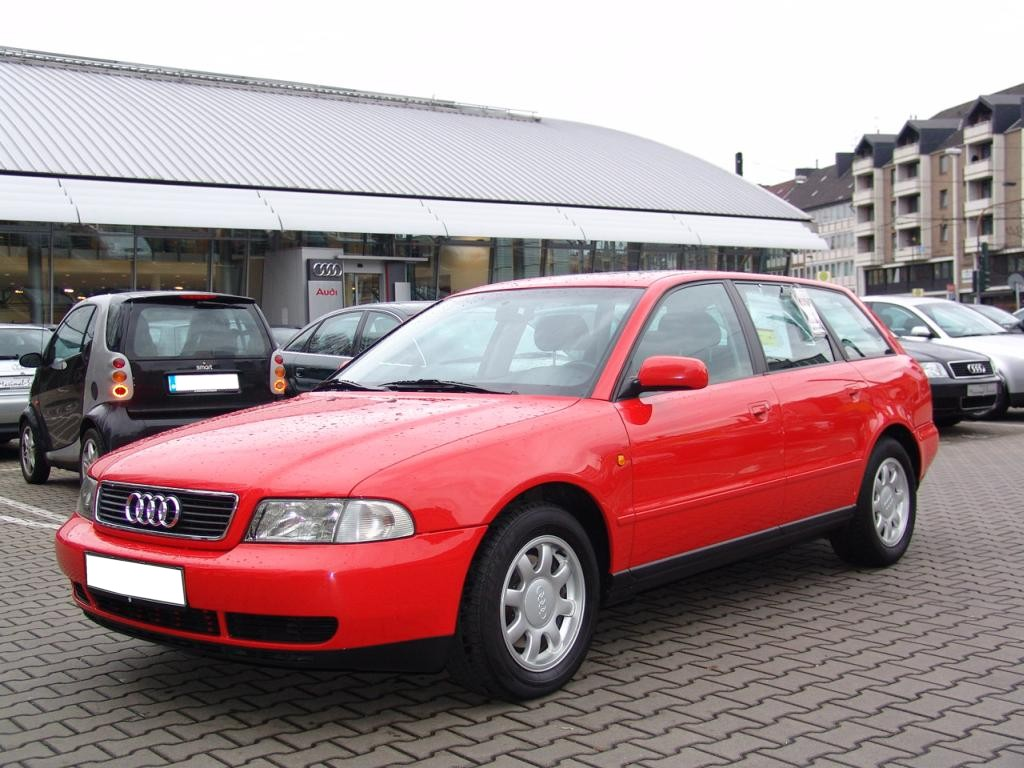
Face avant de l'Audi A4 Avant (B5) Phase 1
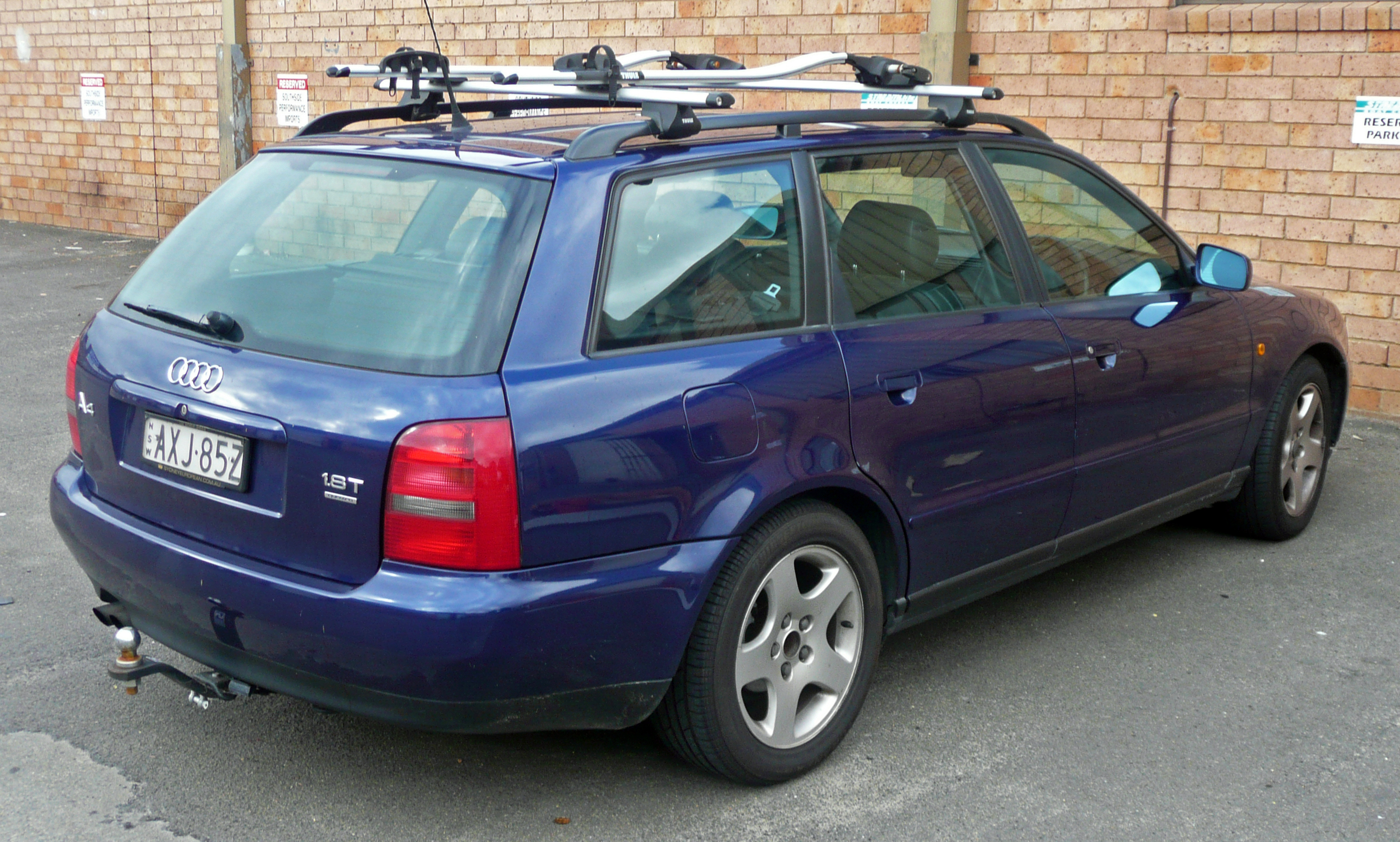
Face arrière de l'Audi A4 Avant (B5) Phase 1
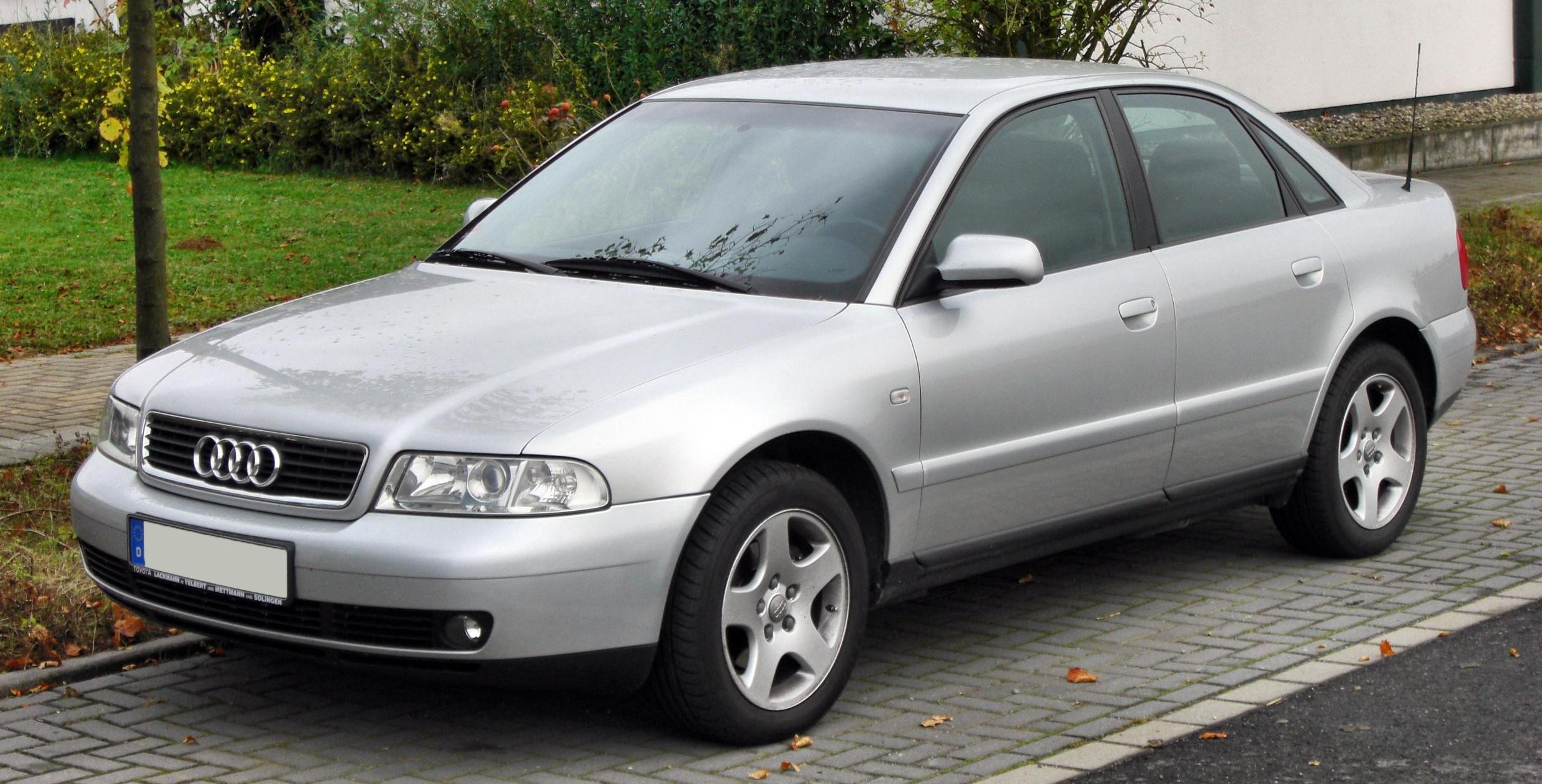
Face avant de l'Audi A4 (B5) Phase 2
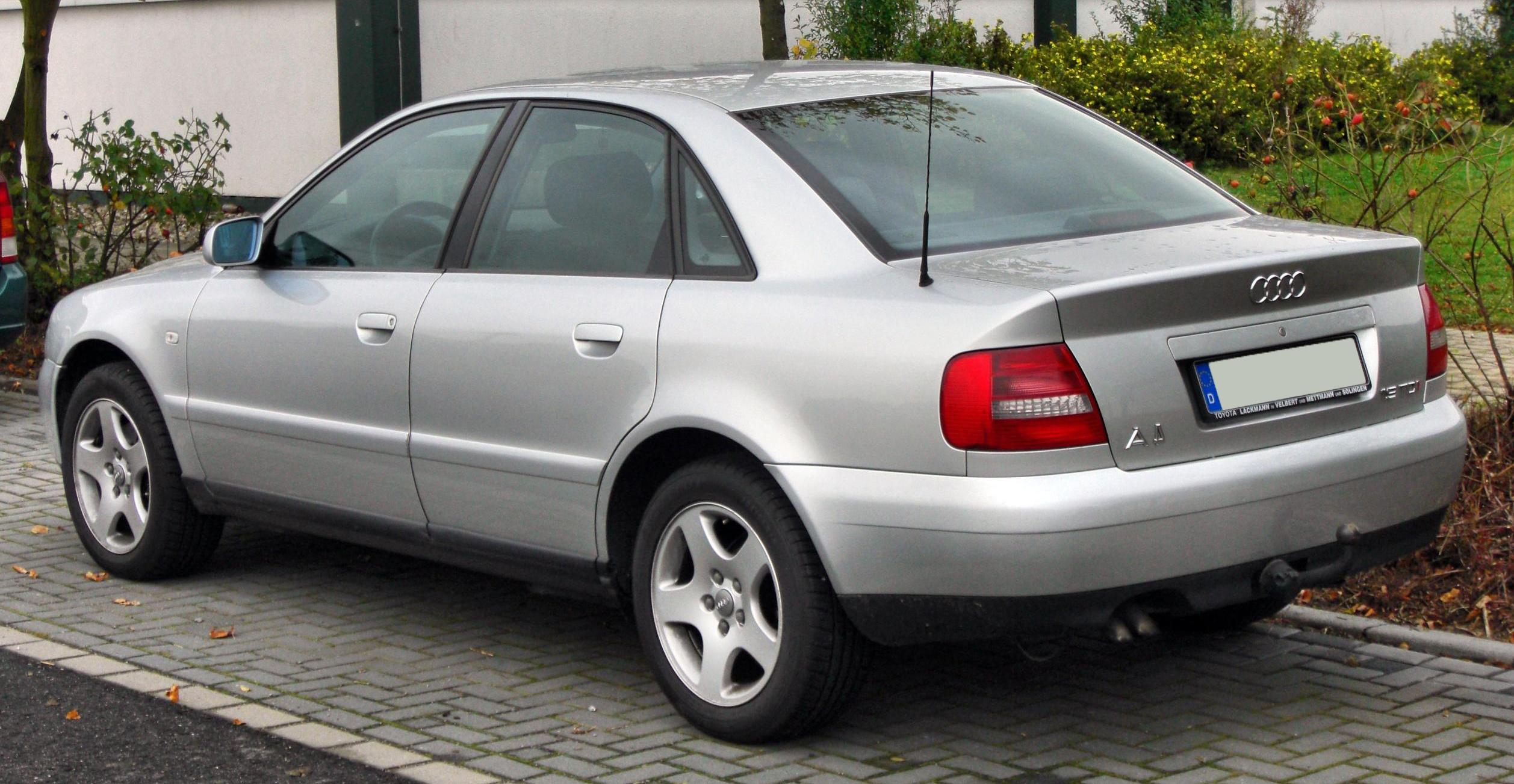
Face arrière de l'Audi A4 (B5) Phase 2
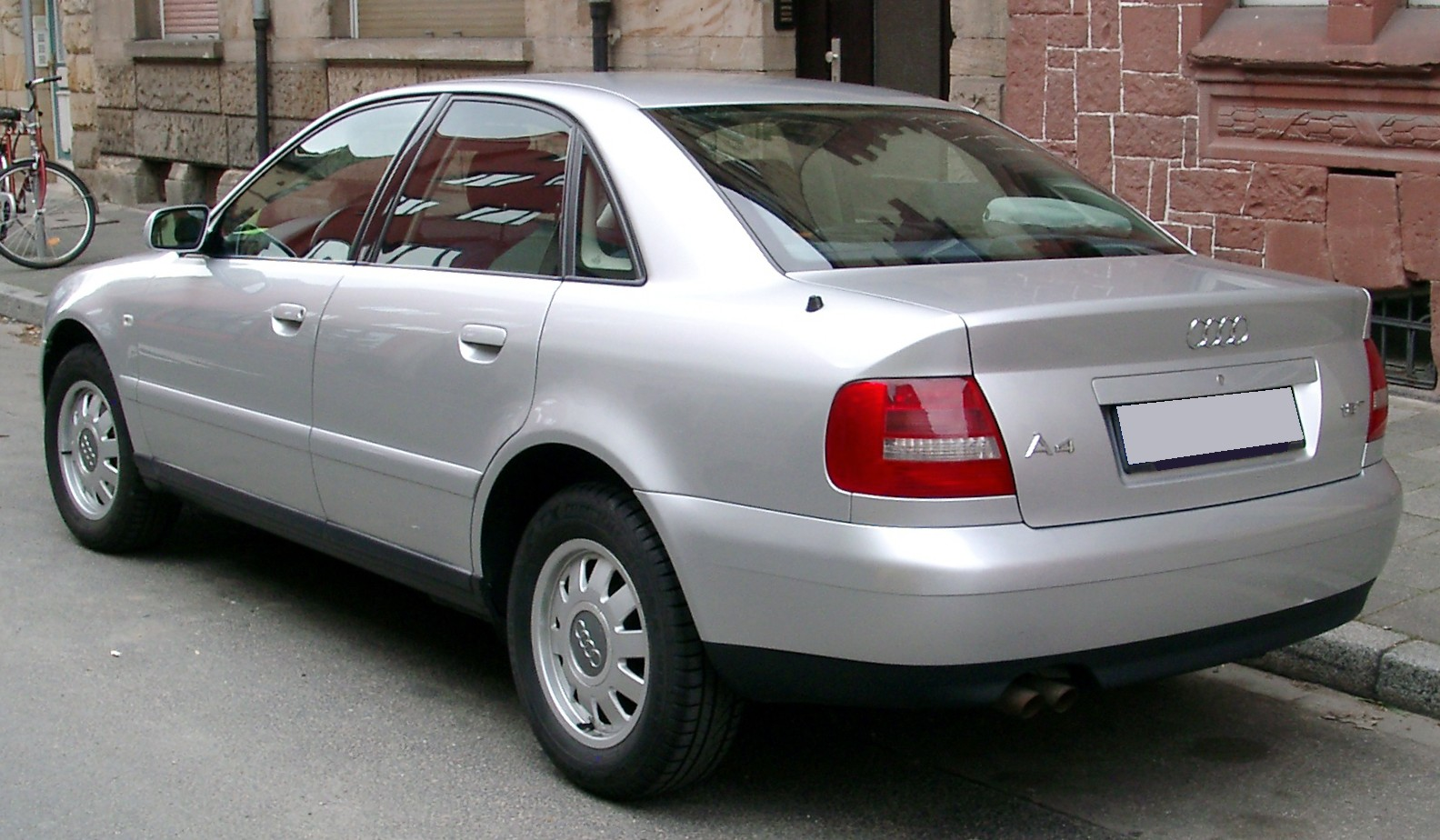
Face arrière de l'Audi A4 (B5) Phase 2
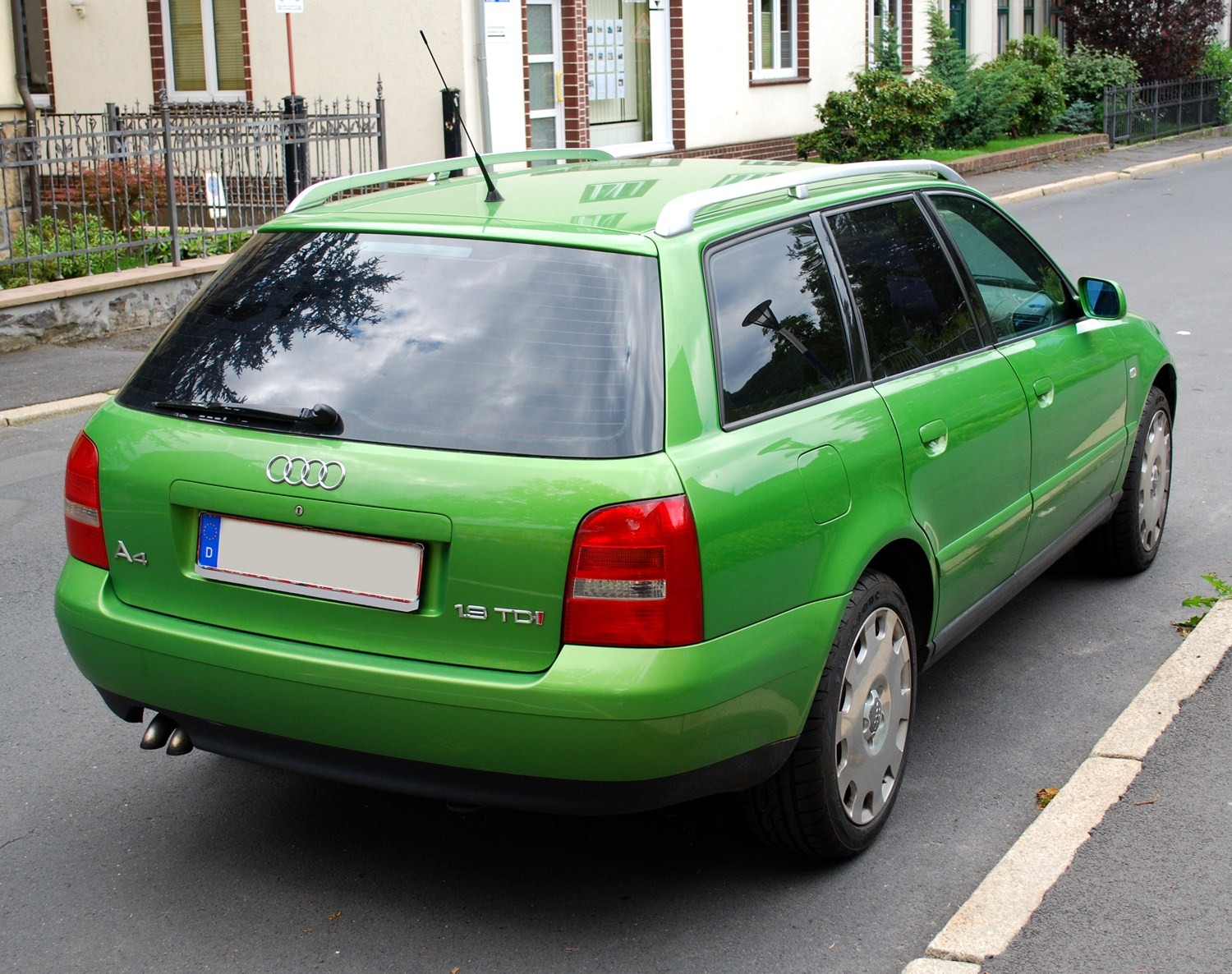
Face arrière de l'Audi A4 Avant (B5) Phase 2
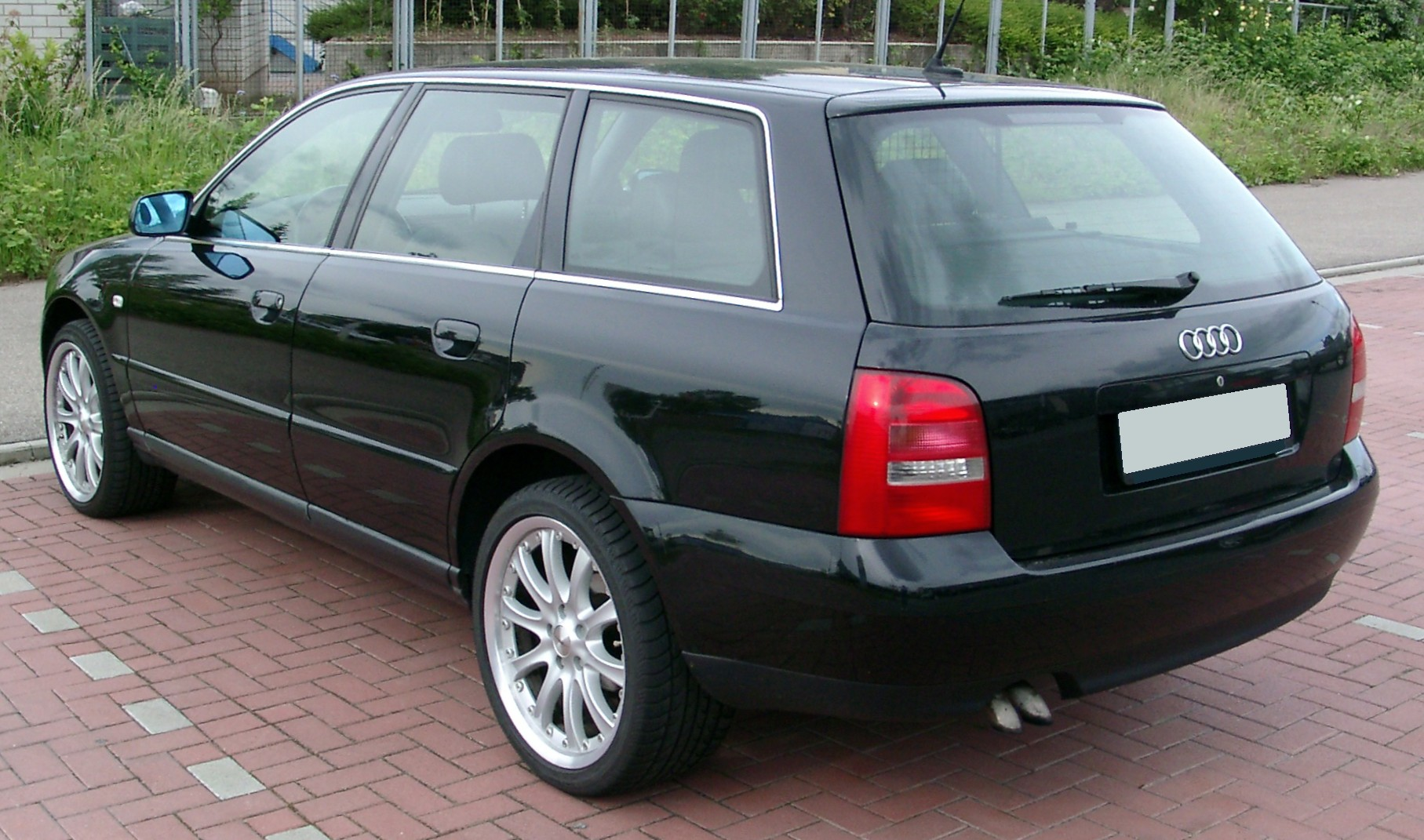
Face arrière de l'Audi A4 Avant (B5) Phase 2
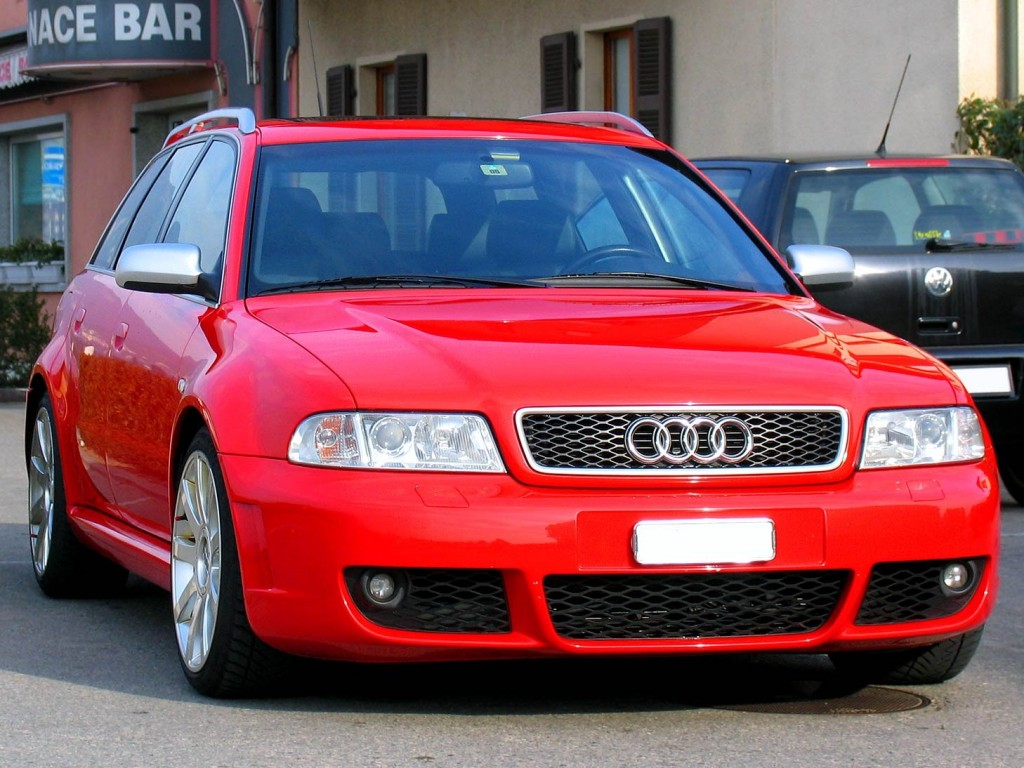
Face avant de l'Audi RS4 Avant (B5)
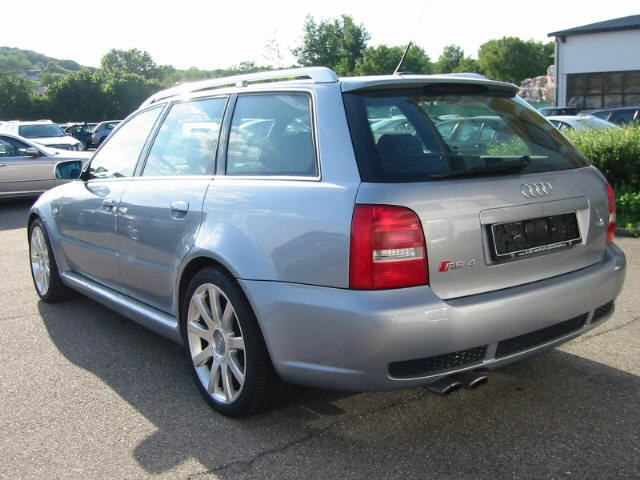
Face arrière de l'Audi RS4 Avant (B5)
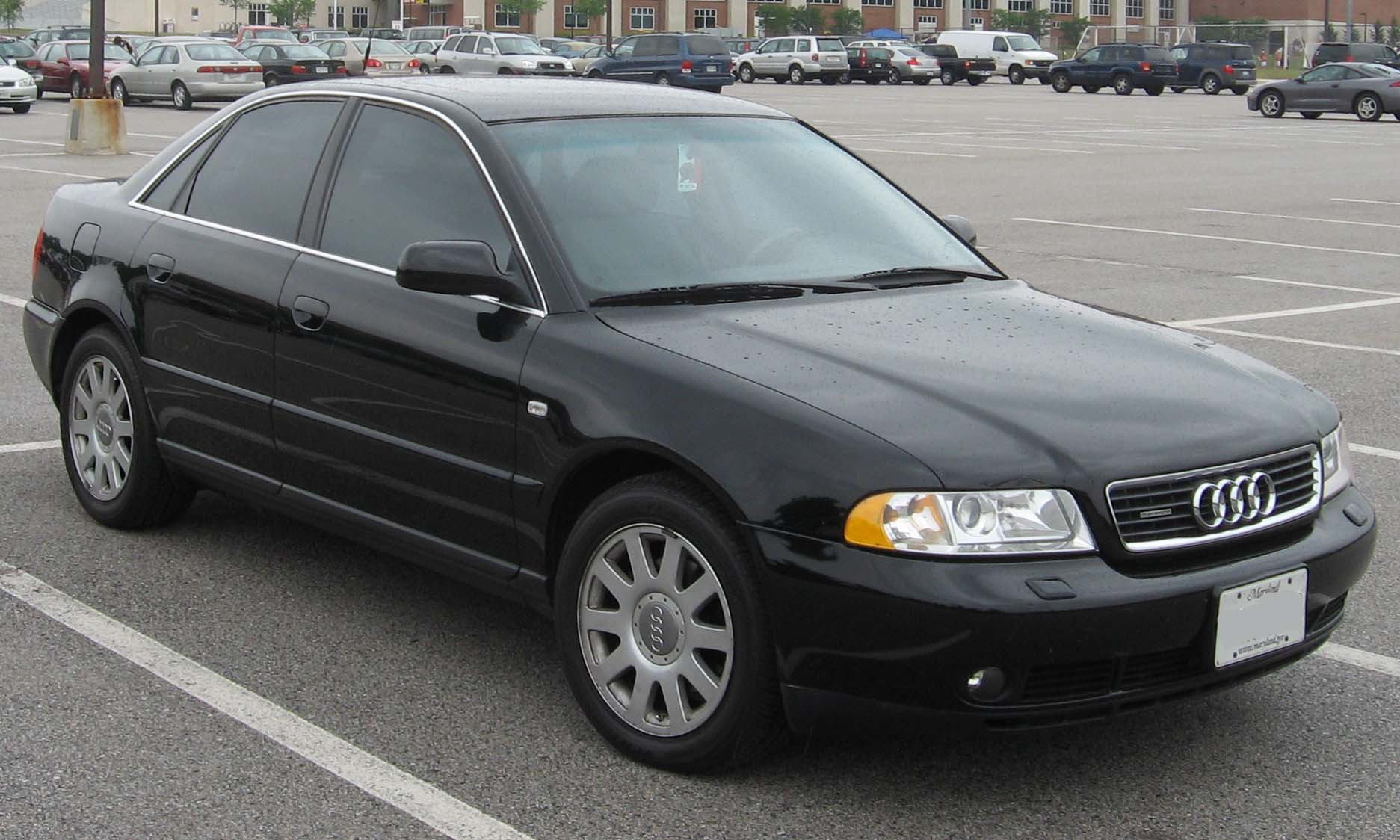
Audi A4 (B5) Phase 2 version pour l'Amérique du Nord

## Audi A4 (B6)

### Description
L’Audi A4 B6 est commercialisée par Audi de janvier 2001 à novembre 2004.
Il s'agit de la deuxième génération de l'A4. Cette dernière existe en berline quatre-portes, en break Avant et en cabriolet. La première génération n'avait pas bénéficié de la déclinaison décapotable.

### Motorisations
- 1.6 102 ch
- 2.0 20V 130 ch
- 2.0 16V FSI 150 ch
- 1.8 T 20V 150 ch
- 1.8 T 20V 163 ch (existe en Quattro)
- 1.8 T 20V 190 ch (existe en Quattro)
- 2.4 V6 30V 180 ch (existe en Quattro)
- 3.0 V6 30V 220 ch (existe en Quattro)
- 1.9 TDI 101 ch
- 1.9 TDI 115 ch
- 1.9 TDI 130 ch (existe en Quattro)
- 2.5 TDI V6 155 ch
- 2.5 TDI V6 163 ch
- 2.5 TDI V6 180 ch Quattro
- 4.2 V8 344 ch (S4) Quattro

### Lieux et chiffres de production
Après six années d’une carrière bien remplie, l’Audi A4 B5 de première génération cède sa place à une toute nouvelle Audi A4 B6.

#### Lieux de production de l'Audi A4 (B6)
- Audi A4 B6 Berline : Allemagne, Ingolstadt d’octobre 2000 à septembre 2004 et Chine avec FAW d’avril 2003 à septembre 2005
- Audi A4 B6 Avant : Allemagne, Ingolstadt
- Audi A4 B6 Cabriolet : Allemagne chez Karmann à Osnabrück

#### Chiffres de production de l'Audi A4 (B6)
| Carrosserie  | Période   | Nombre d’exemplaires |
| ------------ | --------- | -------------------- |
| Berline      | 2000-2004 | 605 720              |
| Break        | 2001-2005 | 768 558              |
| Cabriolet    | 2002-2006 | 104 798              |
| TOTAL        | A4 B6     | 1 179 076            |
| dont Quattro |           | 191 335              |

##### Chiffres de production de l'Audi A4 B6 Berline
| Versions               | Période   | Nombre d’exemplaires |
| ---------------------- | --------- | -------------------- |
| 1.6                    | 2001-2004 | 33 058               |
| 1.8T 150               | 2000-2002 | 23 959               |
| 1.8T 150 Quattro       | 2000-2002 | 6 759                |
| 1.8T 163               | 2002-2004 | 48 252               |
| 1.8T 163 Quattro       | 2002-2004 | 4 496                |
| 1.8T 190               | 2002-2004 | 4 969                |
| 1.8T 190 Quattro       | 2002-2004 | 2 703                |
| 2.0                    | 2000-2004 | 117 564              |
| 2.0 FSI                | 2002-2004 | 7 721                |
| 2.4 V6                 | 2001-2004 | 13 291               |
| 3.0 V6                 | 2000-2004 | 6 869                |
| 3.0 V6 Quattro         | 2000-2004 | 37 397               |
| S4 4.2 V8 Quattro      | 2002-2004 | 9 747                |
| 1.9 TDI 101            | 2001-2004 | 35 920               |
| 1.9 TDI 115            | 2004      | 5 133                |
| 1.9 TDI 130            | 2000-2004 | 202 598              |
| 1.9 TDI 130 Quattro    | 2002-2004 | 7 836                |
| 2.5 V6 TDI 155         | 2001-2002 | 5 666                |
| 2.5 V6 TDI 163         | 2002-2004 | 9 591                |
| 2.5 V6 TDI 180 Quattro | 2000-2004 | 22 191               |
| TOTAL                  | 2000-2004 | 605 720              |
| dont Quattro           |           | 91 129               |

##### Chiffres de production de l'Audi A4 B6 Avant
| Versions               | Période   | Nombre d’exemplaires |
| ---------------------- | --------- | -------------------- |
| 1.6                    | 2002-2004 | 7 276                |
| 1.8T 150               | 2001-2002 | 8 787                |
| 1.8T 150 Quattro       | 2002      | 1 999                |
| 1.8T 163               | 2002-2004 | 19 171               |
| 1.8T 163 Quattro       | 2002-2004 | 6 106                |
| 1.8T 190               | 2002-2004 | 3 824                |
| 1.8T 190 Quattro       | 2002-2004 | 4 642                |
| 2.0                    | 2001-2004 | 32 571               |
| 2.0 FSI                | 2002-2004 | 5 574                |
| 2.4 V6                 | 2002-2004 | 7 501                |
| 3.0 V6                 | 2002-2004 | 1 494                |
| 3.0 V6 Quattro         | 2001-2004 | 11 551               |
| S4 4.2 V8 Quattro      | 2002-2004 | 6 591                |
| 1.9 TDI 101            | 2002-2004 | 23 028               |
| 1.9 TDI 115            | 2004      | 6 867                |
| 1.9 TDI 130            | 2001-2004 | 233 114              |
| 1.9 TDI 130 Quattro    | 2002-2004 | 20 624               |
| 2.5 V6 TDI 155         | 2001-2002 | 10 920               |
| 2.5 V6 TDI 163         | 2002-2003 | 25 559               |
| 2.5 V6 TDI 180 Quattro | 2001-2004 | 31 359               |
| TOTAL                  | 2001-2004 | 468 558              |
| dont Quattro           |           | 82 872               |

##### Chiffres de production de l'Audi A4 B6 Cabriolet
| Versions          | Période   | Nombre d’exemplaires |
| ----------------- | --------- | -------------------- |
| 1.8T 163          | 2002-2006 | 22 664               |
| 1.8T 163 Quattro  | 2003-2006 | 1 760                |
| 2.0               | 2005      | 340                  |
| 2.4 V6            | 2002-2005 | 33 212               |
| 3.0 V6            | 2002-2006 | 14 631               |
| 3.0 V6 Quattro    | 2003-2006 | 10 243               |
| S4 4.2 V8 Quattro | 2003-2006 | 5 331                |
| 2.5 V6 TDI 163    | 2002-2005 | 16 617               |
| TOTAL             | 2002-2006 | 104 798              |
| dont Quattro      |           | 17 334               |

### Galerie

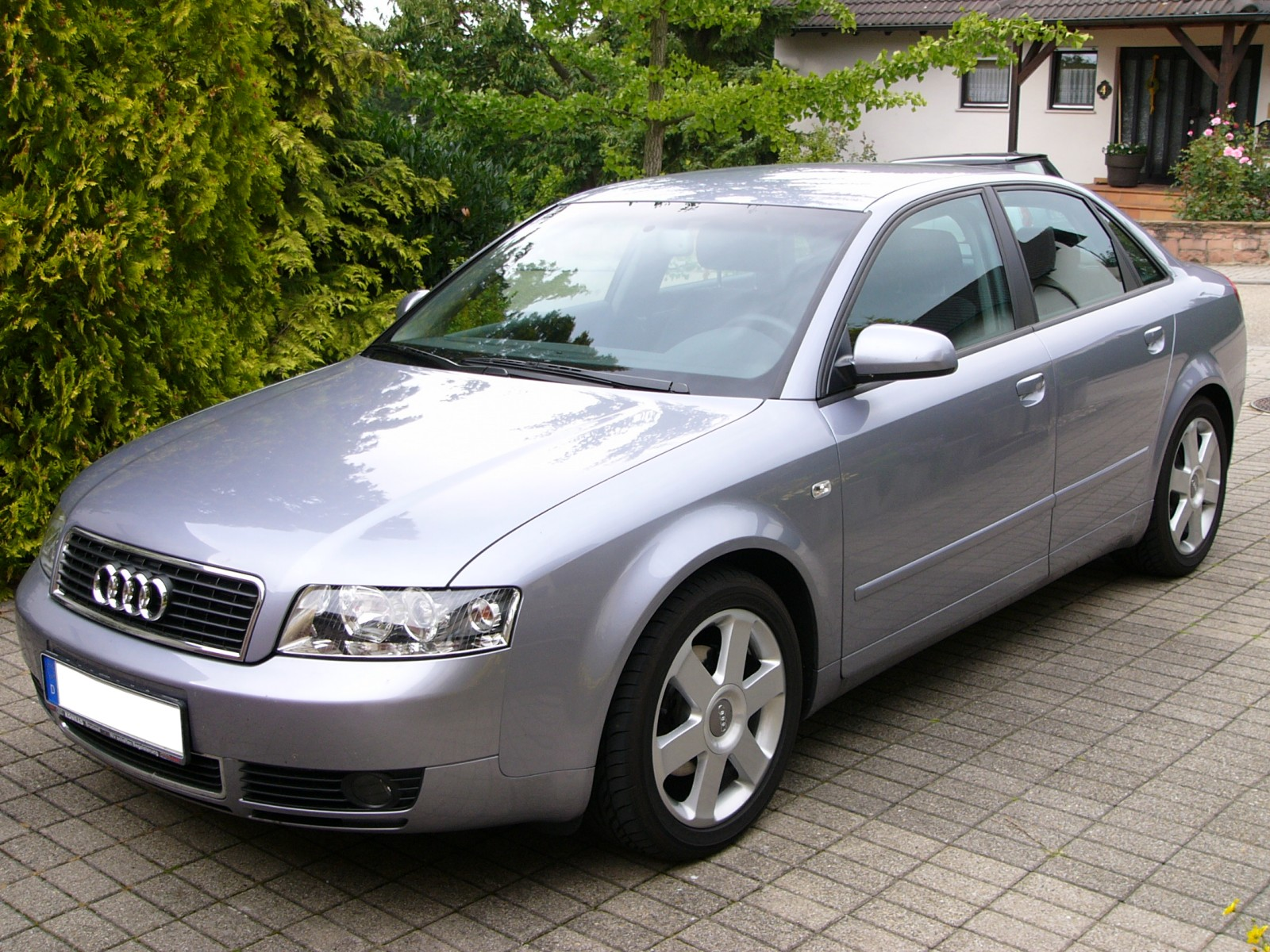
Face avant de l'Audi A4 (B6)
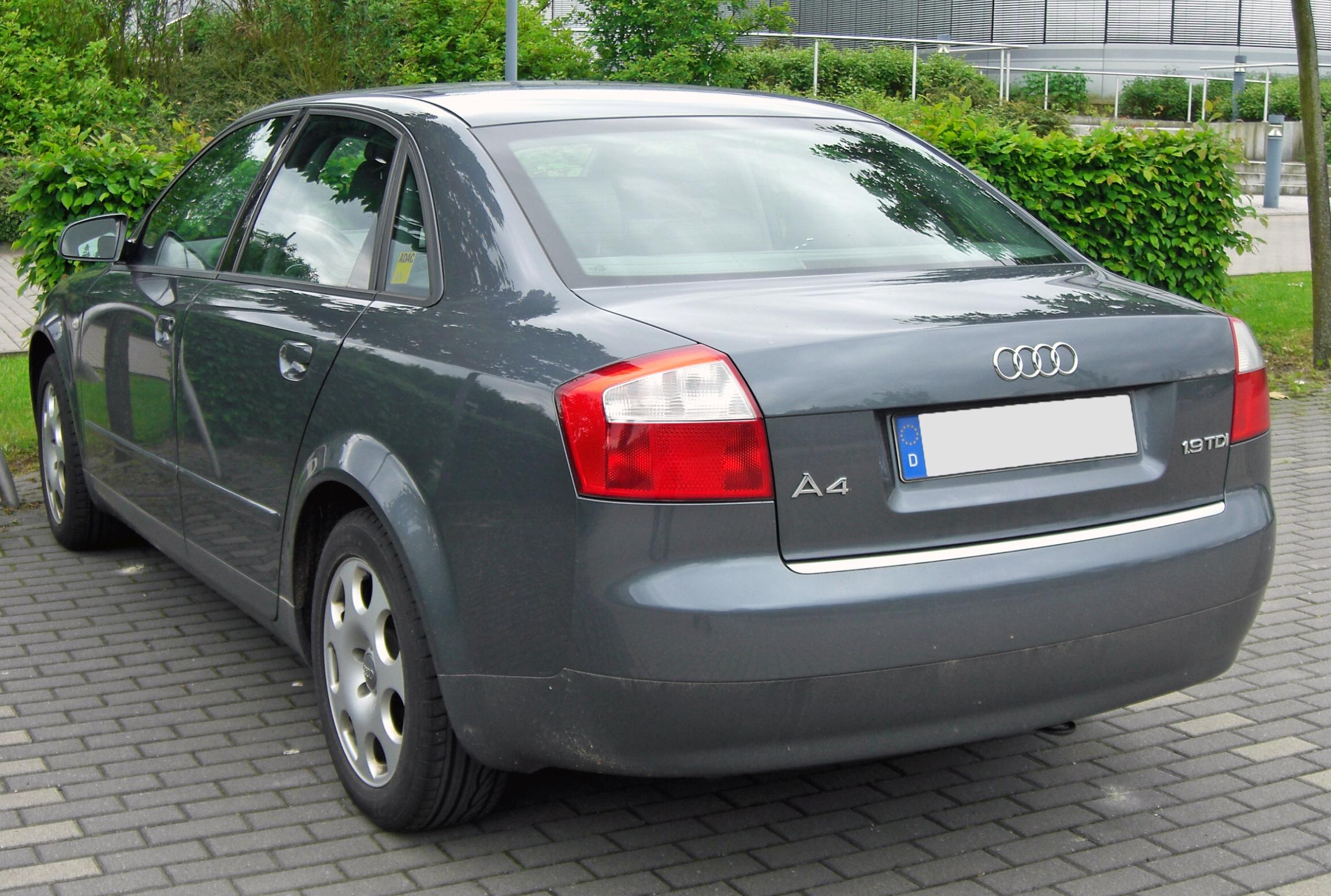
Face arrière de l'Audi A4 (B6)
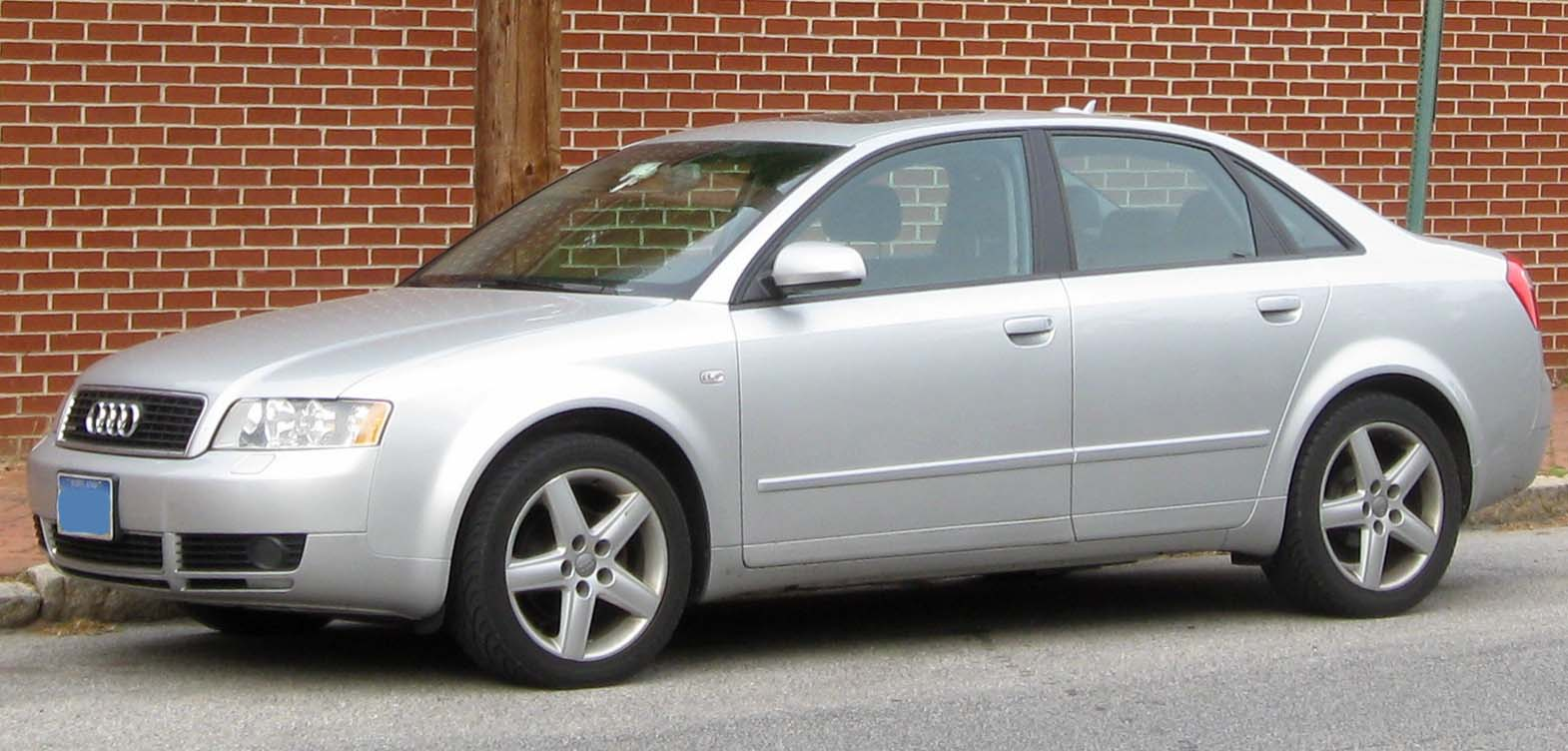
Audi A4 (B6)
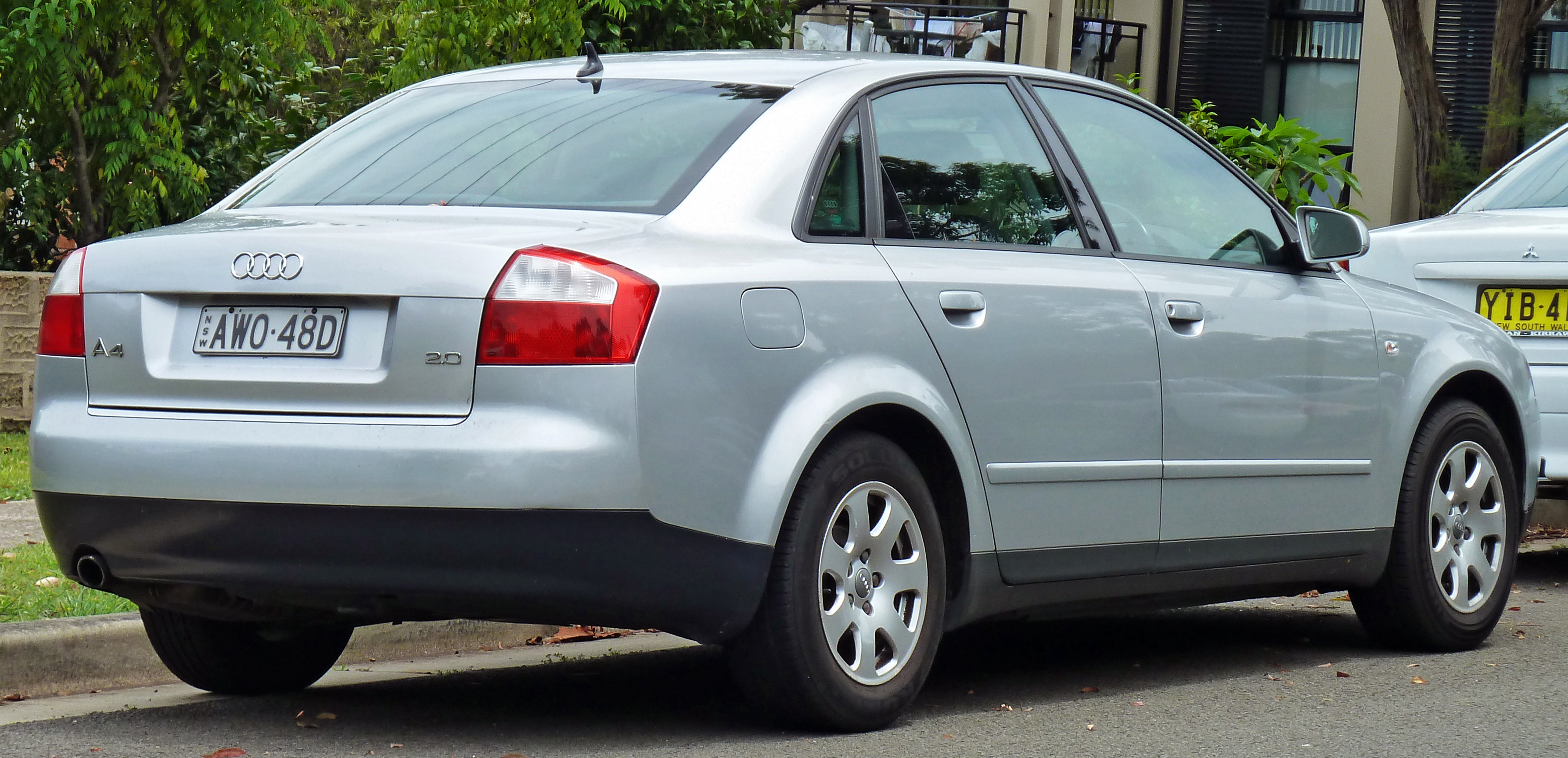
Audi A4 (B6)

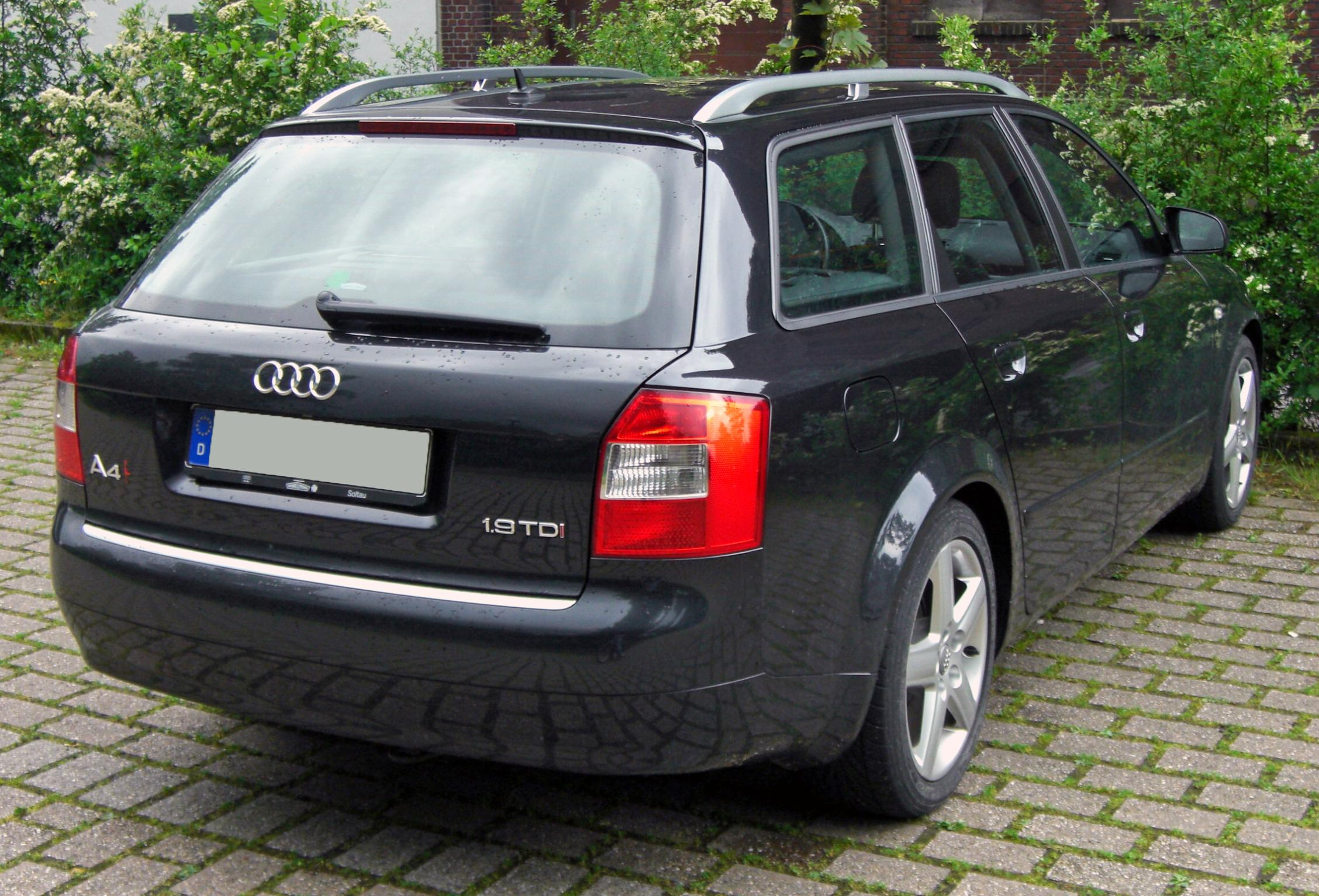
Audi A4 (B6) Avant
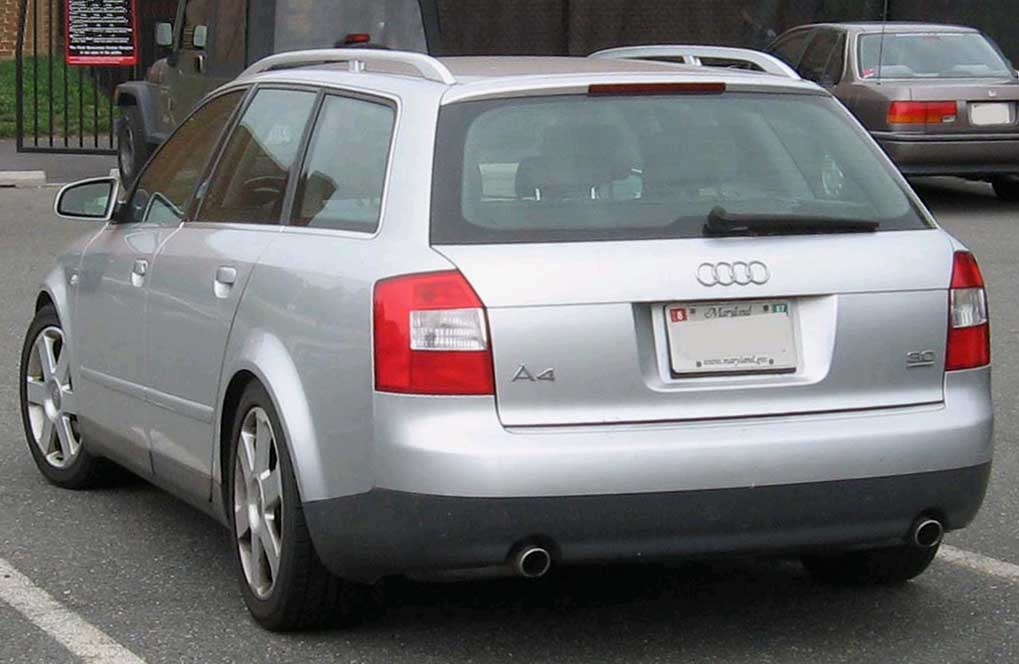
Audi A4 (B6) Avant
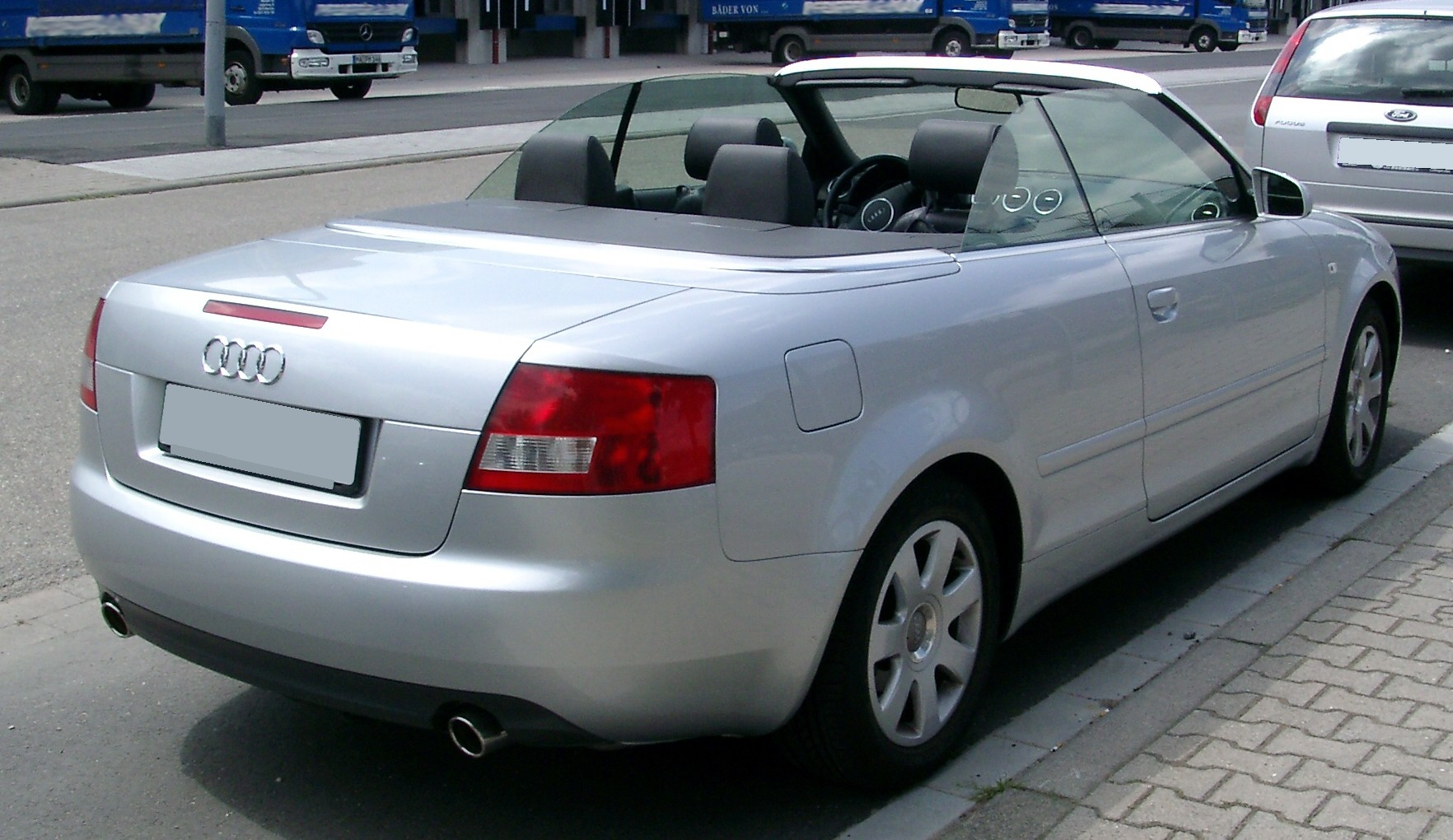
Audi A4 (B6) cabriolet
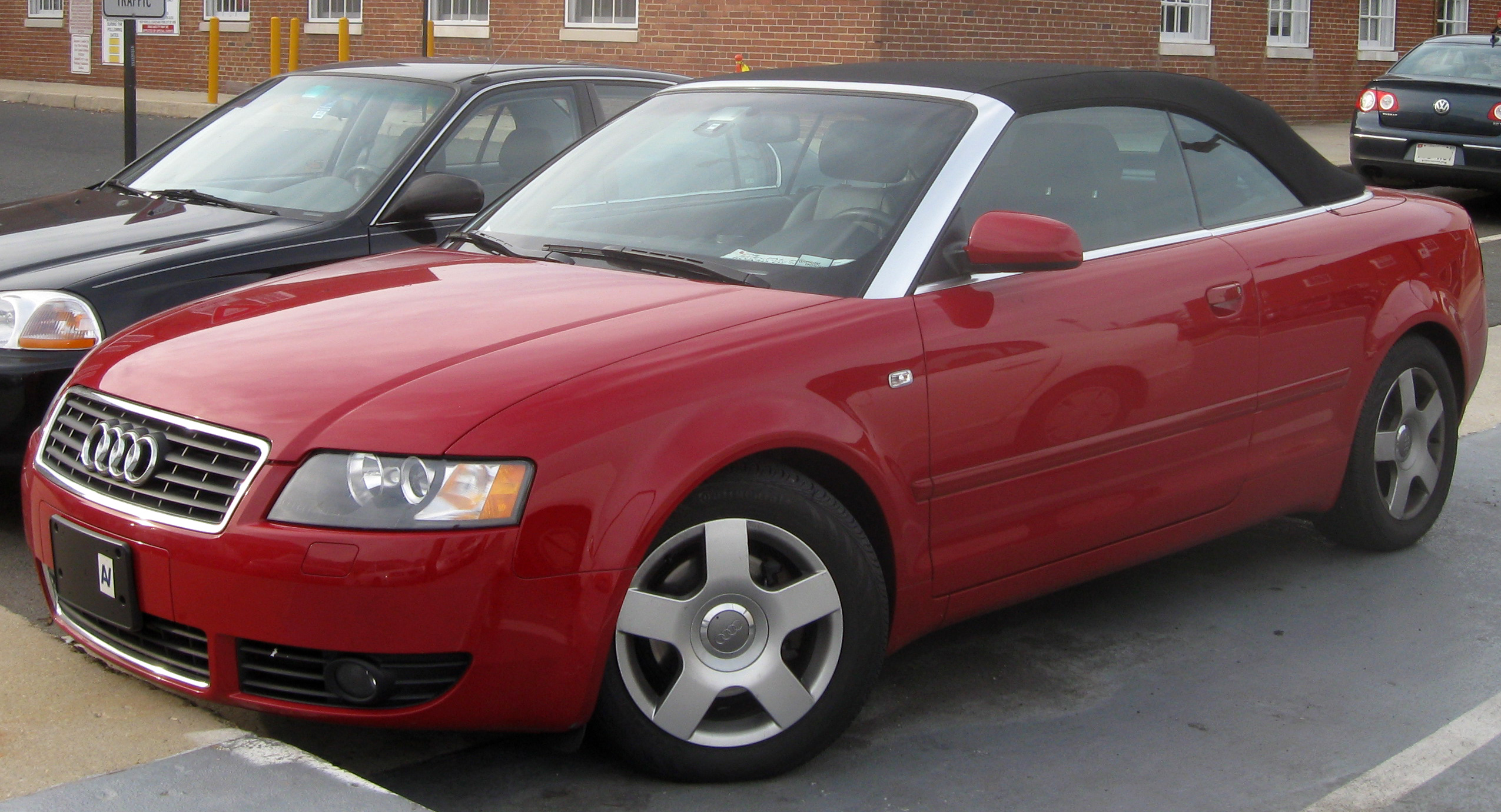
Audi A4 (B6) cabriolet

## Audi A4 (B7)

### Description
La troisième série de l'Audi A4 (nom de code A4 B7) a été présentée vers la fin de 2004. Elle était classée officiellement encore dans le type 8E. Bien que les innovations furent parfois considérés comme un simple "Facelift", la série porte la marque B7 à cause de beaucoup de modifications à la fois techniques et au niveau du design.
L'Audi A4 B7 a été commercialisée du mois de novembre 2004 jusqu'au mois de mars 2008.
Depuis le printemps 2009, ce modèle de conception déjà ancienne est toujours disponible sous la marque Seat (Exeo) avec une carrosserie modifiée de façon marginale afin de correspondre aux visuels identitaires de la marque espagnole.

### Changements par rapport à la version précédente
La carrosserie de l'A4 B7 a été remodelée. Les boucliers, les phares ainsi que les feux arrière ont subi des modifications esthétiques. L'un des changements les plus marquants consiste en l'adoption de la calandre "single frame" que ce modèle a arboré pour la première fois dans la classe moyenne d'Audi. Le design de l'intérieur a peu changé à part le volant, les sièges et les aiguilles du tachymètre.
Au niveau de la sécurité, l'ESP de Bosch est passé de la version 5.7 à la version 8.0, ainsi qu'un nouveau système d'airbag (de 8.4 à 9.41).
Côté moteur 4 cylindres, un nouveau moteur à essence de 2 litres essence turbocompressé (147 kW / 200 ch) a remplacé le 1,8 litre essence. Deux nouveaux diesels de 2 litres de 103 et 125 kilowatts (140 et 170 ch) font également leur apparition.
Un tout nouveau V6 essence de 3,2 litres (188 kW / 255 ch puis 265 ch) récemment développé ainsi qu'un V6 diesel de 3 litres (150 kW / 204 ch) sont alors disponibles. Plus tard, la puissance du 3.0 TDi sera portée à 225 ch puis 233 ch. Le nouveau V6 3.0 TDi avec injection à rampe commune a amené un surcroît de souplesse en comparaison de l'ancien V6 2.5 (encore proposé sur la B7 à ses débuts). Le diesel de 2,5 litres fut remplacé par une variante de 2,7 litres (132 kW / 180 ch).
L'équipement de base ainsi que les options disponibles ont peu varié. On peut noter l'arrivée des phares directionnels avec ampoules au xénon et le détecteur de pluie.

### Motorisation
Essence
| Modèles                 | Cylindrée (cm3) | Cylindres / soupapes | Puissance (kW / ch à tr/min) | Couple (N m à tr/min) | Code Moteur | Type de carrosserie               | Année de construction |
| 4 cylindres             |                 |                      |                              |                       |             |                                   |                       |
| 1.6                     | 1 595           | 4 / 8                | 75 / 102 à 5 600             | 148 à 3 800           | ALZ         | berline, break (Avant)            | 2004 – 2008           |
| 1.8 T                   | 1 781           | 4 / 20               | 120 / 163 à 5 700            | 225 de 1 950 à 4 700  | BFB         | berline, break (Avant), Cabriolet | 2004 – 2008           |
| 2.0                     | 1 984           | 4 / 20               | 96 / 130 à 5 700             | 195 à 3 300           | ALT         | berline, break (Avant)            | 2004 – 2008           |
| 2.0 TFSI e              | 1 984           | 4 / 16               | 125 / 170 de 4 300 à 6 000   | 280 de 1 800 à 4 200  | BPJ         | berline, break (Avant)            | 2007 – 2008           |
| 2.0 TFSI                | 1 984           | 4 / 16               | 147 / 200 de 5 100 à 6 000   | 280 de 1 800 à 5 000  | BGB / BWE   | berline, break (Avant), cabriolet | 2004 – 2008           |
| 2.0 TFSI                | 1 984           | 4 / 16               | 162 / 220 à 5 900 à 6 100    | 300 de 2 200 à 4 000  | BUL         | berline, break (Avant)            | 2005 – 2008           |
| Moteur 6 cylindres en V |                 |                      |                              |                       |             |                                   |                       |
| 3.2 V6 24V              | 3 123           | 6 / 24               | 188 / 255 à 6 500            | 330 à 3 250           | AUK         | berline, break (Avant), cabriolet | 2004 – 2008           |
| Moteur 8 cylindres en V |                 |                      |                              |                       |             |                                   |                       |
| S4                      | 4 163           | 8 / 40               | 253 / 344 à 7 000            | 410 à 3 500           | BBK         | berline, break (Avant), cabriolet | 2004 – 2008           |
| RS4                     | 4 163           | 8 / 32               | 309 / 420 à 7 800            | 430 à 5 500           | BNS         | berline, break (Avant), cabriolet | 2005 – 2008           |

Diesel
| Modèles                 | Cylindrée (cm3) | Cylindres / soupapes | Puissance (kW / ch à tr/min) | Couple (N m à tr/min) | Code Moteur | Type de carrosserie               | Année de construction |
| 1,9 TDI                 | 1 986           | 4\8                  | 96\131 à 4 000               | 310 à 1 800           | avf         | berline, break [avant]            | 2001-2004             |
| 1.9 TDI (IP)            | 1 896           | 4 / 8                | 85 / 115 à 4 000             | 285 à 1 900           | BKE / BRB   | berline, break (Avant)            | 2004 – 2008           |
| 2.0 TDI (IP)            | 1 968           | 4 / 8                | 103 / 140 à 4 000            | 320 à 1 750 à 2 500   | BPW         | berline, break (Avant), cabriolet | 2004 – 2008           |
| 2.0 TDI (IP)            | 1 968           | 4 / 16               | 103 / 140 à 4 000            | 320 de 1 750 à 2 500  | BLB / BRE   | berline, break (Avant)            | 2004 – 2005           |
| 2.0 TDI (IP)            | 1 968           | 4 / 16               | 125 / 170 à 4 200            | 350 à 1 750 à 2 500   | BRD         | berline, break (Avant)            | 2006 – 2008           |
| Moteur 6 cylindres en V |                 |                      |                              |                       |             |                                   |                       |
| 2.5 TDI (ID)            | 2 496           | 6 / 24               | 120 / 163 à 4 000            | 310 à 1 400–3 600     | BCZ         | berline, break (Avant)            | 2004 – 2005           |
| 2.5 TDI (ID)            | 2 496           | 6 / 24               | 120 / 163 à 4 000            | 350 de 1 500 à 3 000  | BDG         | berline, break (Avant)            | 2004 – 2005           |
| 2.7 TDI (CR)            | 2 698           | 6 / 24               | 132 / 180 de 3 300 à 4 250   | 380 de 1 400 à 3 300  | BPP         | berline, break (Avant), cabriolet | 2005 – 2008           |
| 3.0 TDI (CR)            | 2 967           | 6 / 24               | 150 / 204 de 3 500 à 4 500   | 450 de 1 400 à 3 150  | BKN         | berline, break (Avant)            | 2004 – 2005           |
| 3.0 TDI (CR)            | 2 967           | 6 / 24               | 171 / 233 à 4 000            | 450 de 1 400 à 3 250  | ASB         | berline, break (Avant), Cabriolet | 2005 – 2008           |

### Galerie

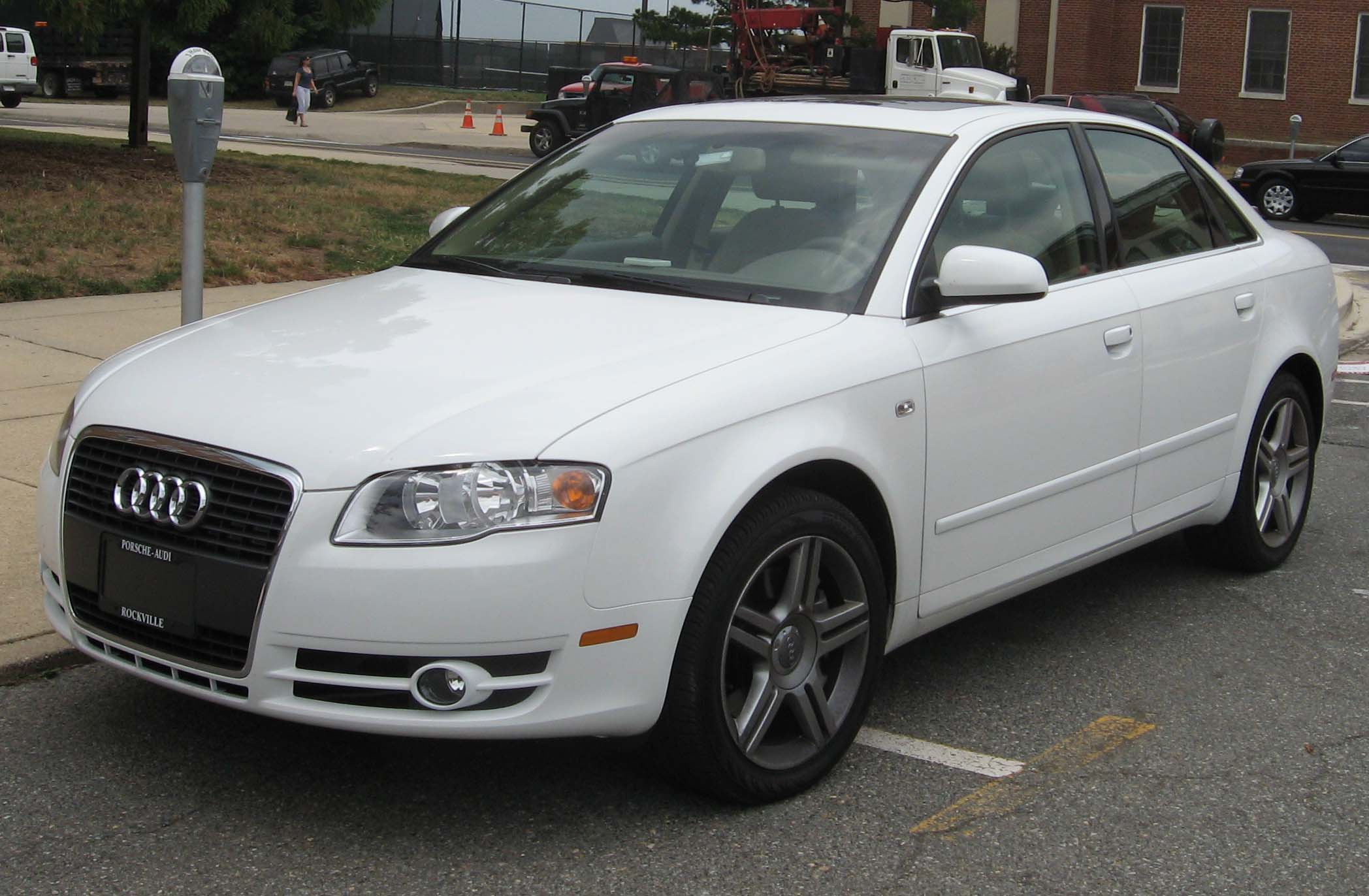
Audi A4 B7
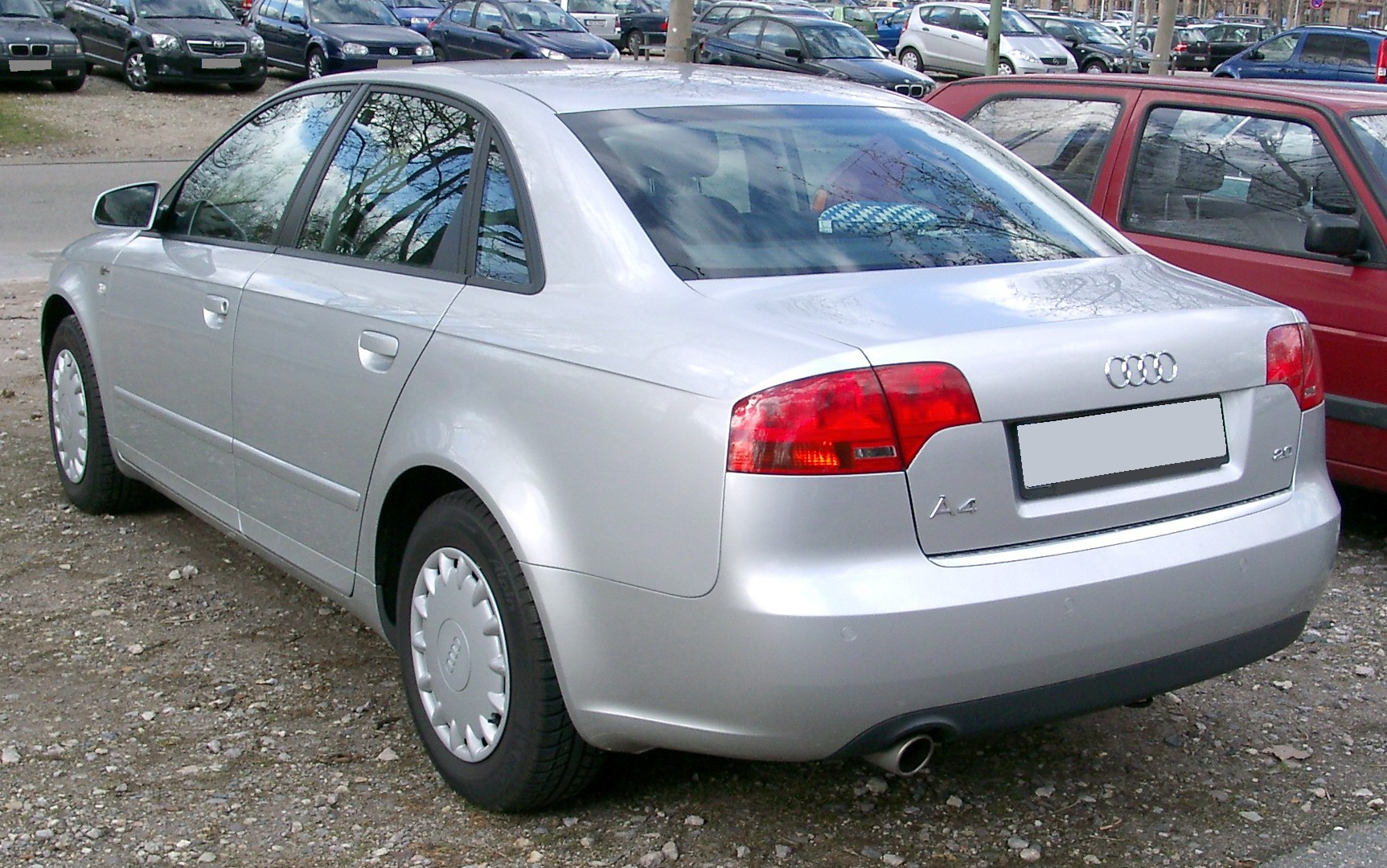
Face arrière de l'Audi A4 (B7)
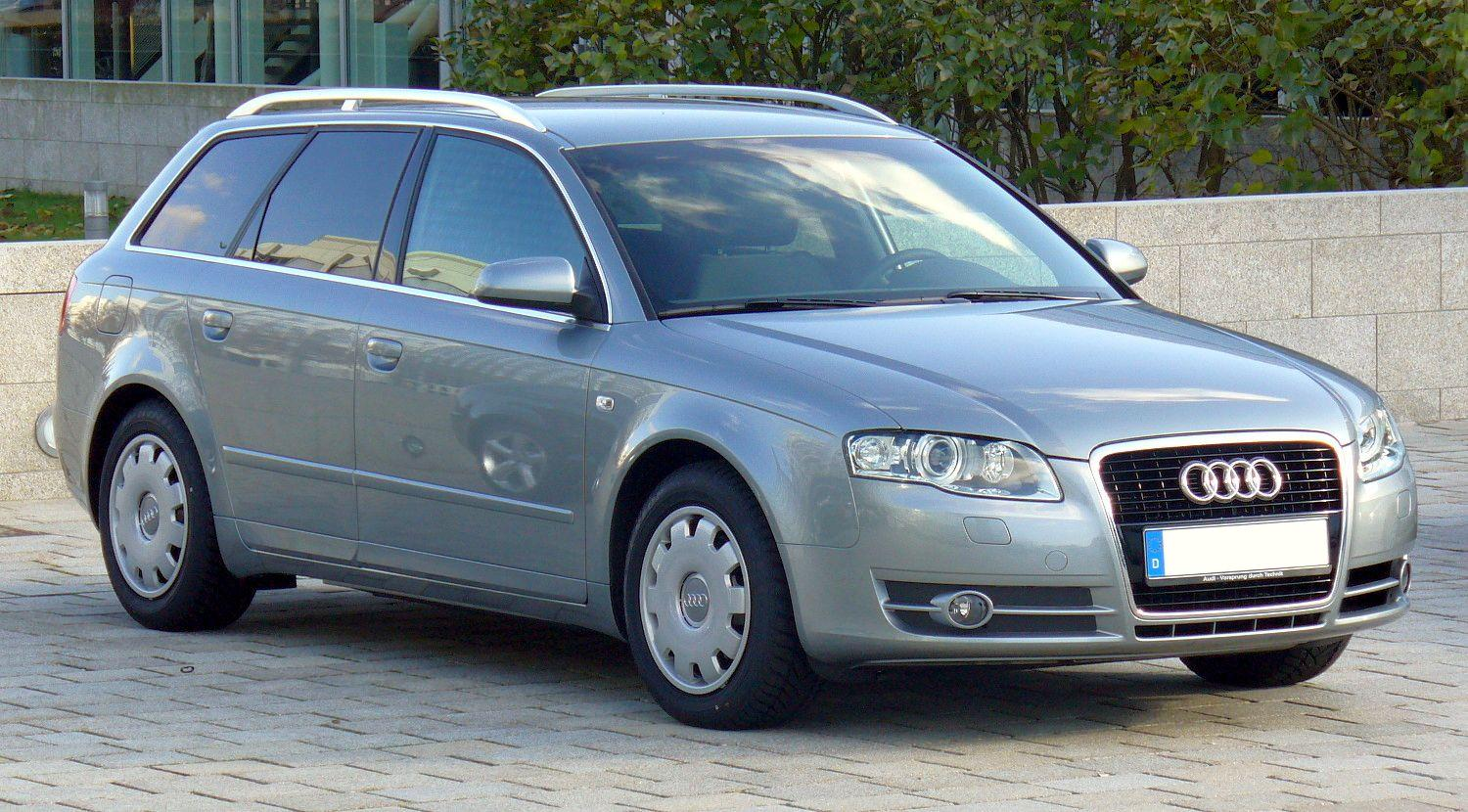
Face avant de l'Audi A4 (B7) Avant
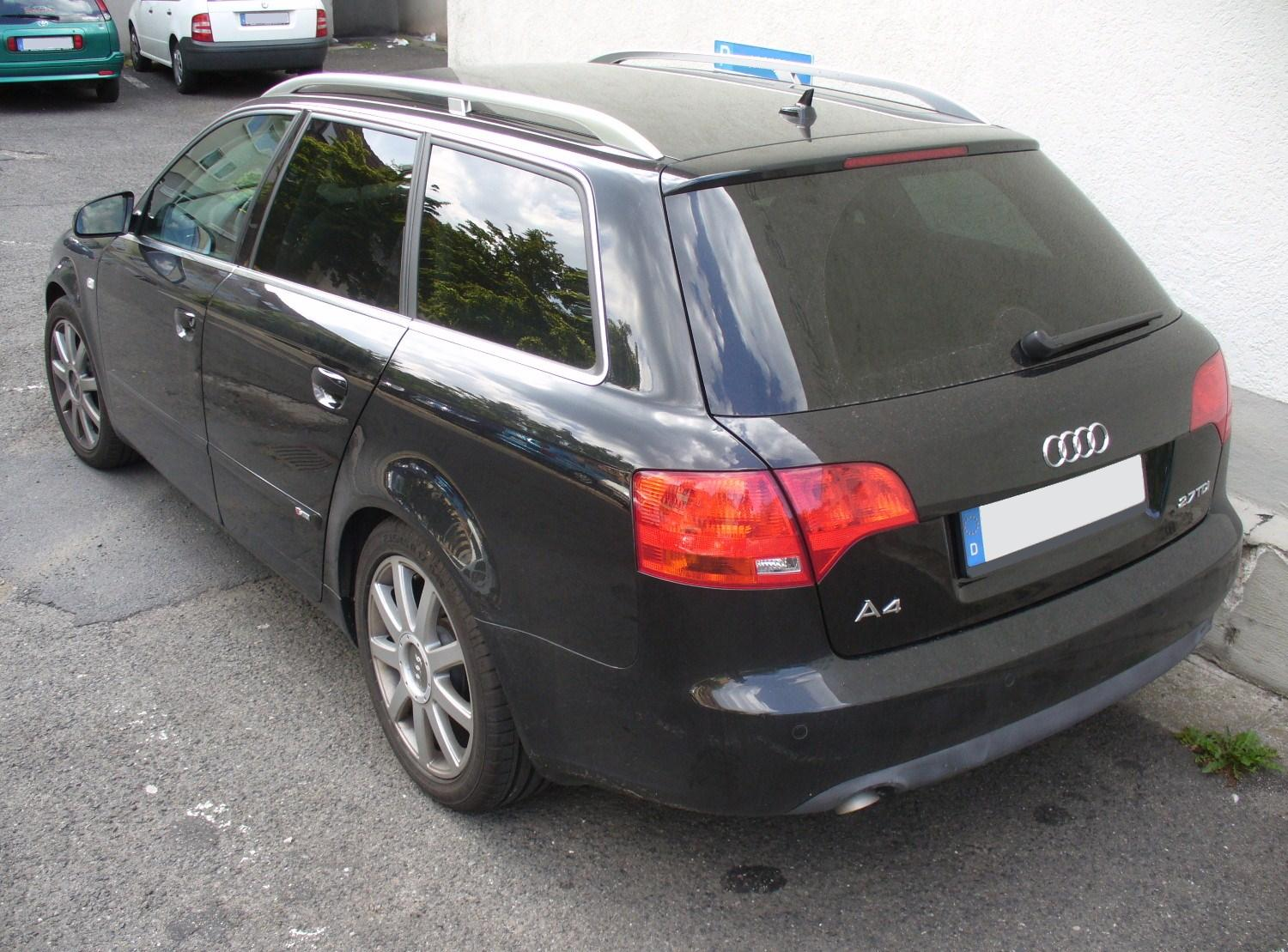
Face arrière de l'Audi A4 (B7) Avant
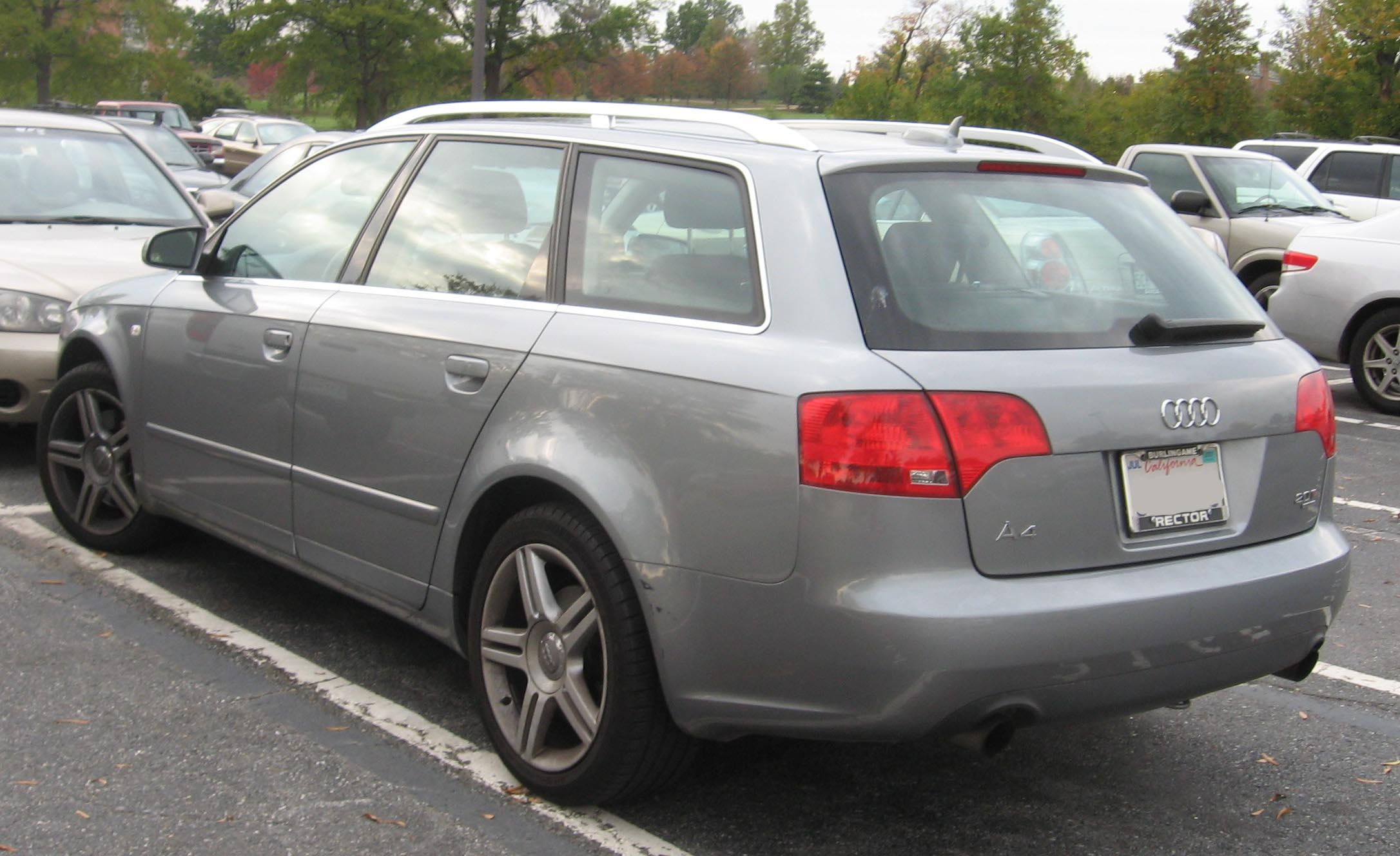
Face arrière de l'Audi A4 (B7) Avant (États-Unis)
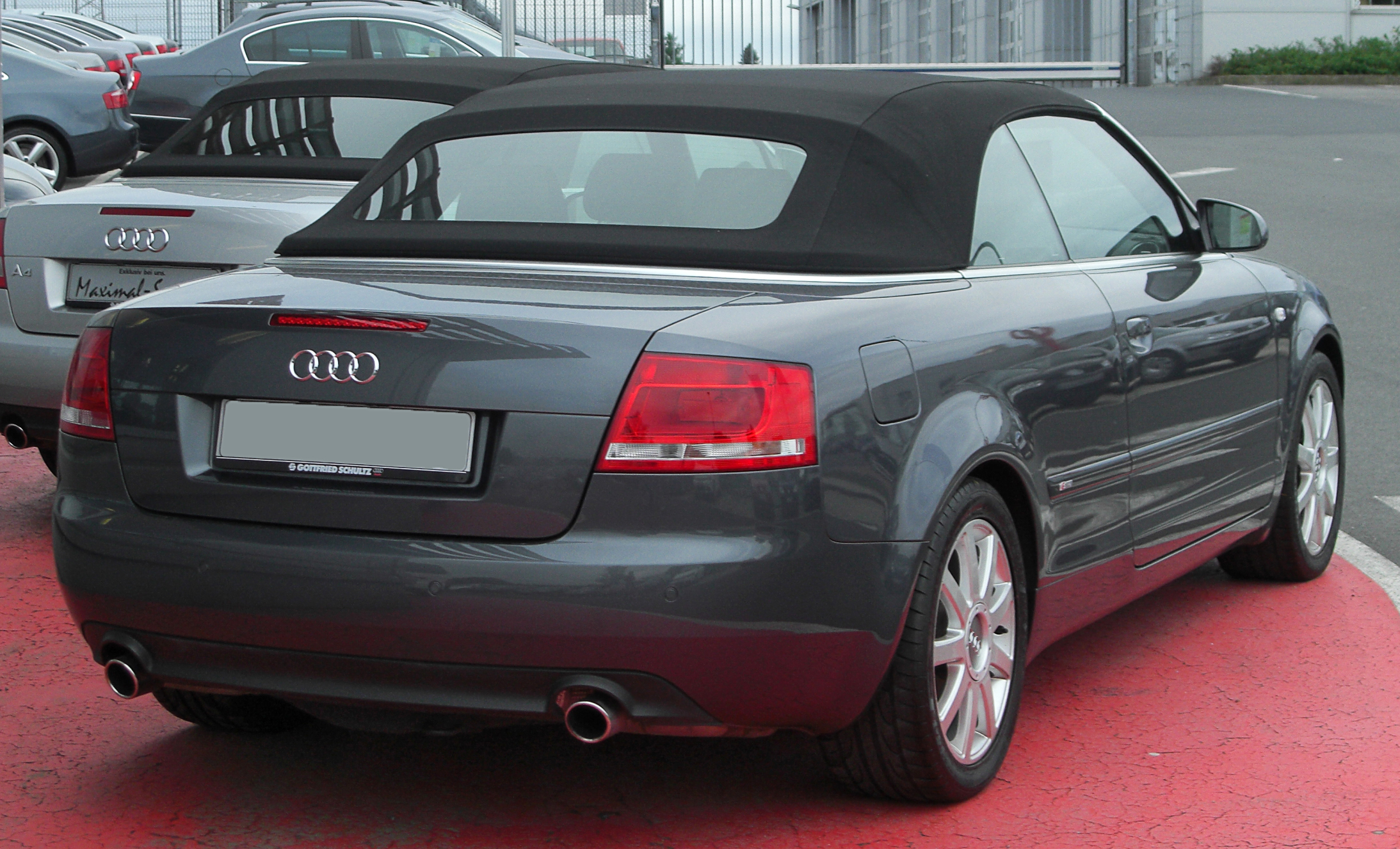
Audi A4 (B7) Cabriolet
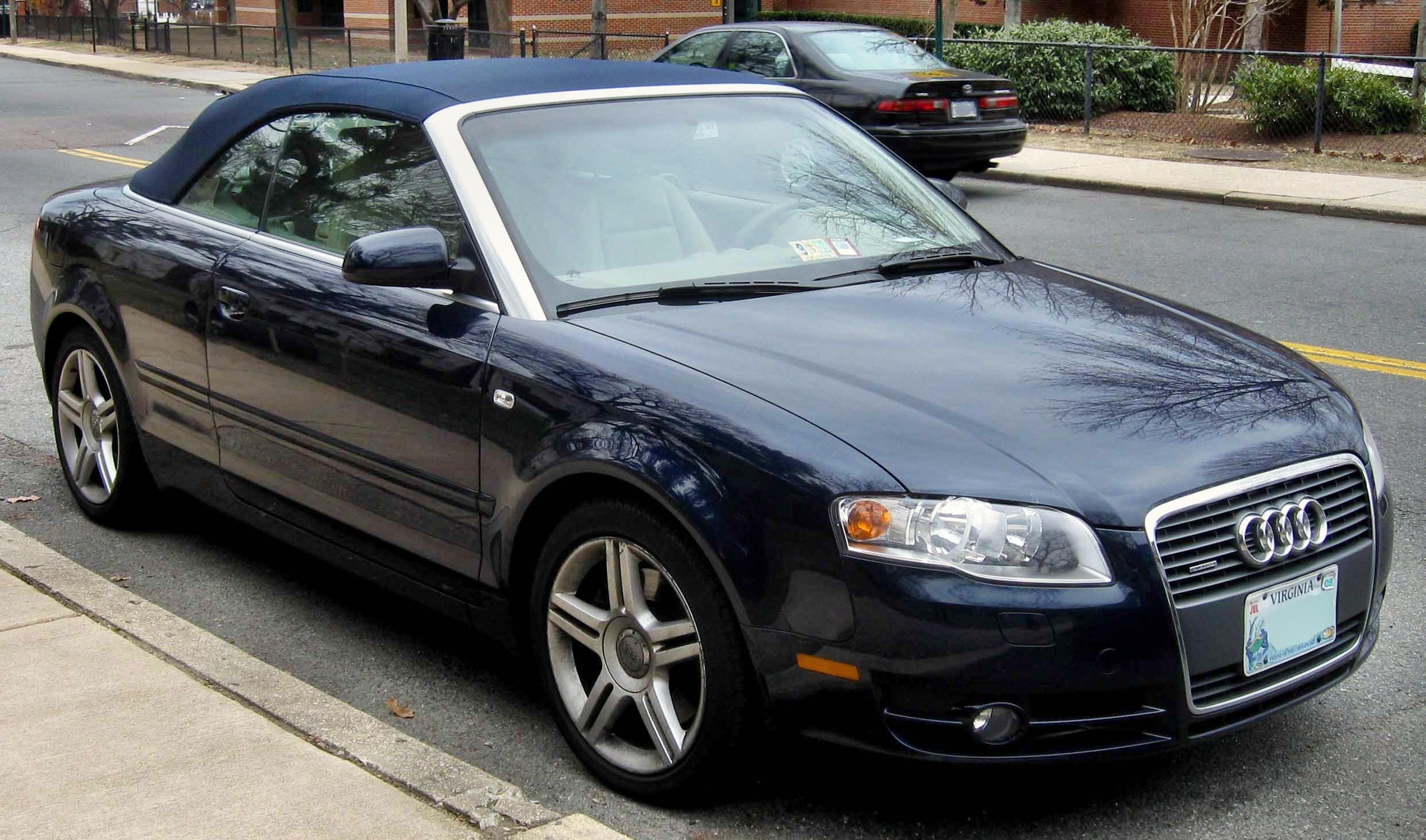
Audi A4 (B7) Cabriolet (États-Unis)
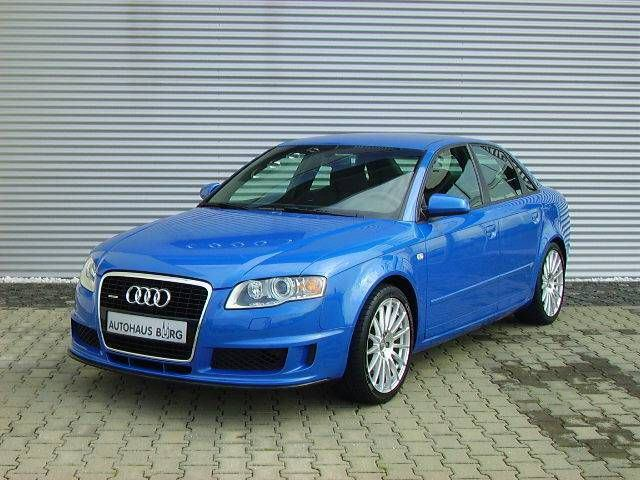
Audi A4 (B7) version DTM
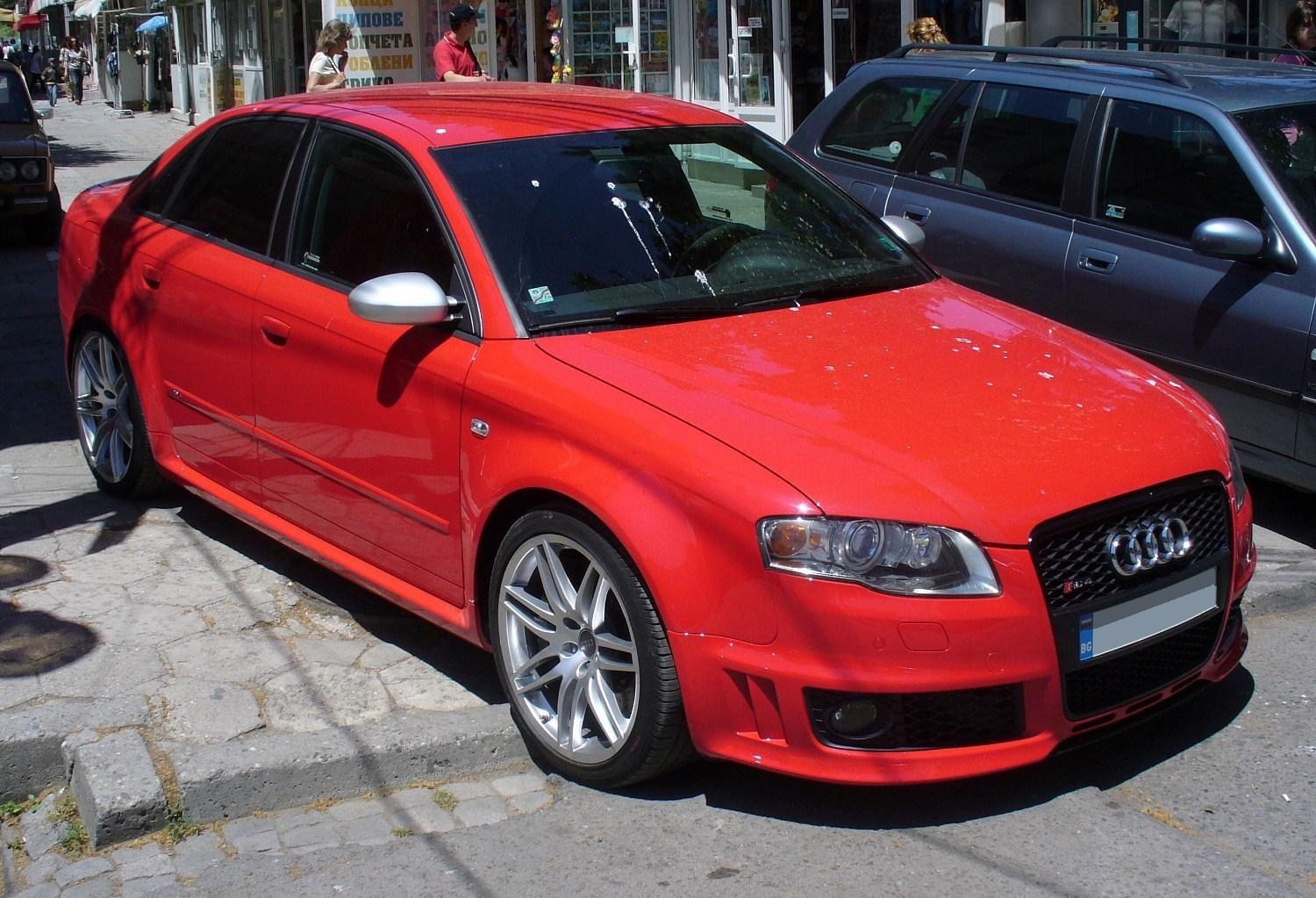
Audi RS4 (B7)

## Audi A4 (B8)
Une quatrième génération d'Audi A4 (de nom de code A4 B8), dont les photos ont été publiées la première fois par Audi en août 2007, a été présentée officiellement lors du Salon international de l'automobile de Francfort, en septembre 2007. La version A4 Avant (comprenez break) a été, quant à elle, dévoilée au public à l'exposition de l'Automobile de Genève en mars 2008. Cette nouvelle version de la berline familiale d'Audi, proposée à la vente le 10 janvier 2008, s'acquiert à partir de 26 730 €[Quand ?]. Elle est restylée en 2012 pour concurrencer la nouvelle BMW Série 3 mais aussi pour arborer le nouveau style initié par les A1, A6, A8 et A7.

### Design
L'Audi A4 est la voiture la plus vendue chez le constructeur allemand, à savoir le tiers de ses ventes[réf. nécessaire]. La calandre trapézoïdale Single Frame est la signature visuelle de la marque Audi. L’Audi A4 se dote par ailleurs en option de lumières de jours à technologie LED.
L'Audi A4 B8 est plus longue, plus large mais légèrement moins haute que les précédentes ; le porte-à-faux avant a été raccourci tandis que le capot moteur et l’empattement ont pris quelques centimètres.
Une distinction moteur entre les différentes Audi A4 est possible en s'intéressant aux pots d'échappement ; les modèles 4 cylindres en ligne sont équipés d'un pot d’échappement situé à gauche alors que les 6 cylindres arborent deux tubulaires séparées à surface polie.

### Performances
Les six versions de motorisation proposées par Audi ont progressé de quelques chevaux dans leur ensemble en comparaison avec ceux de l'A4 B7. Par ailleurs, l'adoption d'une technologie améliorée à commande variable de levée de soupapes et d’une réduction des frottements des parties mobiles a permis d'augmenter significativement la puissance et de diminuer la consommation (jusqu'à plus d'un litre pour la version V6 FSI).
La nouvelle plate-forme adoptée par l'Audi A4 (introduit par l'Audi A5) redistribue la masse du moteur légèrement vers l'arrière, améliorant ainsi la conduite en équilibrant la masse plus également entre les roues avant et arrière. Le rapport des masses de l'A4 est approximativement 55/45, selon la carrosserie et le moteur, contre 61/39 sur l’Audi A4 B7. La délocalisation du support de direction devant l'axe améliorent également la conduite.
Les versions A4 diesel sont équipées de filtre à particules de série et bénéficient d’une réduction de 90 % des oxydes d’azote à l’échappement grâce à l'adoption d'un système en amont du catalyseur de destruction des NOx. Une solution aqueuse d’urée synthétique est chauffée par les gaz d’échappement, qui se transforme ensuite en ammoniaque, lequel désintègre la molécule de NOx en azote et eau.
Les moteurs TDI (Diesel) d'Audi ont progressé dans tous les domaines. Les nouvelles formes de l'A4, offrant un Cx de 0,27 et l'amélioration des moteurs TDI contribuent à une réduction importante de la consommation de 9,2 à 6,7 litres aux 100 km.

### Technologies - Sécurité
L'Audi A4 propose de nombreuses options qui correspondent à l'image "innovante" de la marque. Quelques exemples : le « Drive Select », proposant 3 modes de conduite : comfort, auto et dynamic. L'amortissement, la direction et la gestion de la boîte automatique sont ainsi adaptés à l'attitude de la conduite. Technologiquement, cela s'exprime par des amortisseurs variables indépendamment, d'une direction électrohydraulique et d'un module adaptant l'angle de braquage. Une version supplémentaire individual permet de choisir soi-même les paramètres du véhicule. Audi propose cette technologie en option au prix de 1 620 €.
Audi propose également le « Lane Control » (590 €) qui rappelle au conducteur par des vibrations au niveau du volant qu'il franchit une ligne blanche si celui-ci n'a pas enclenché le clignotant, et surtout l’« Adaptative Cruise Control » (1 180 €). Couplé au régulateur de vitesse, ce système évite les risques de collision en détectant par des capteurs radar le véhicule qui précède et maintenant une distance de sécurité nécessaire en freinant si nécessaire.
Pour plus de sécurité et de confort (en option) comme pour la BMW série 3, l'Audi A4 passe automatiquement les phares de feux de route à feux de croisement. Et comme pour les Volvo, un avertisseur lumineux situé sur le rétroviseur extérieur conducteur signale la présence d'un véhicule dans l'angle mort (« Audi Side Assist »).
L'A4 bénéficie du système différentiel central Torsen qui répartit le couple sur les essieux en fonction des conditions climatiques : de 60 % du couple sur l'essieu arrière en temps normal, il passe à 35 % en temps dégradé.
Tests Euro NCAP : 

Adultes :  

Enfants : 

### Habitacle - Confort

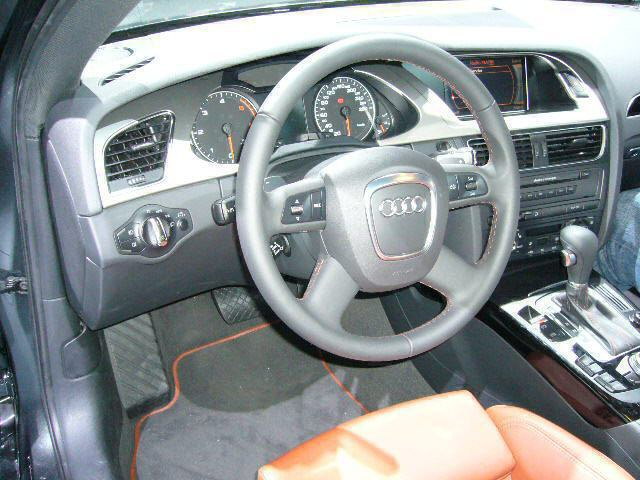
Intérieur de l'Audi A4 (B8)

Le poste de conduite est asymétrique, avec un poste de pilotage orienté, comme chez BMW, vers le conducteur. Les nouvelles dimensions de l'Audi A4 profitent moins aux passagers arrière qu'au coffre qui affiche un volume de chargement d'environ 480 litres.
En option des sièges « confort climatisés » permettant de choisir le niveau de ventilation du siège et sa température, peuvent remplacer ceux de série, tout comme les « sièges avant sports » qui assurent quant à eux un meilleur maintien latéral.
La disparition du frein à main manuel par une version électromécanique permet l'installation de série d'un accoudoir central contenant deux prises 12 volts. La pédale de frein a, quant à elle, été abaissée pour faciliter le va et vient du pied venant de l’accélérateur.
L'Audi A4 propose également une climatisation automatique de série.

### Motorisations

#### 2007 - 2012
Onze motorisations sont disponibles :
- Essence :
  - 4 cylindres 1.8 TFSI de 120 ou 160 ch
  - 4 cylindres 2.0 TFSI de 180 ou 211 ch
  - 6 cylindres en V (90°) 3.2 FSI de 265 ch
- Diesel :
  - 4 cylindres 2.0 TDI de 120, 136, 143 ou 170 ch
  - 6 cylindres en V 2.7 TDI de 190 ch
  - 6 cylindres en V 3.0 TDI de 240 ch

#### 2012 - 2015
Douze motorisations sont disponibles :
- Essence :

|                      | 1.8 TFSI                      | 1.8 TFSI                            | 2.0 TFSI                     | 3.0 TFSI                    | 3.0 TFSI S4               | 4.2 FSI RS4               |
| Moteur               | 4 cyl. turbocompressé         | 4 cyl. turbocompressé               | 4 cyl. turbocompressé        | V6 compressé                | V6 compressé              | V8 atmosphérique          |
| Cylindrée            | 1 798 cm3                     | 1 798 cm3                           | 1 984 cm3                    | 2 995 cm3                   | 2 995 cm3                 | 4 163 cm3                 |
| Puissance            | 120 ch                        | 170 ch                              | 211 ch                       | 272 ch                      | 333 ch                    | 450 ch                    |
| Couple               | 230 N m                       | 320 N m                             | 350 N m                      | 400 N m                     | 440 N m                   | 430 N m                   |
| Accélération         | 0 à 100 km/h en 10,5 / 10,8 s | 0 à 100 km/h en 7,9-8,3 / 8,1-8,4 s | 0 à 100 km/h en 6,9 / 7,2 s  | 0 à 100 km/h en 5,4 / 6,1 s | 0 à 100 km/h en 5 / 5,1 s | 0 à 100 km/h en - / 4,7 s |
| Transmission         | Traction                      | Traction - Intégrale Quattro        | Traction - Intégrale Quattro | Intégrale Quattro           | Intégrale Quattro         | Intégrale Quattro         |
| Consommation (mixte) | 6,2-6.5 / 6,4-6,6 L/100 km    | 5,7-6.2 / 6-6,5 L/100 km            | 6-7 / 6,2-7,1 L/100 km       | 8,1 / 8,4 L/100 km          | 8,1 / 8,4 L/100 km        | - / 11 L/100 km           |
| CO2                  | 151 / 154 g/km                | 134 / 141 g/km                      | 140 / 144 g/km               | 190 / 197 g/km              | 190 / 197 g/km            | - / NC g/km               |
| Poids (DIN)          | 1 430 kg / 1 490 kg           | 1 430 kg / 1 490 kg                 | 1 485 kg / 1 540 kg          | 1 665 kg / 1 715 kg         | 1 705 kg / 1 750 kg       | - / NC                    |

Données berline / break Avant.
- Diesel :

|                      | 2.0 TDI                       | 2.0 TDIe                    | 2.0 TDI                         | 2.0 TDI                             | 3.0 TDI                     | 3.0 TDI                             |
| Moteur               | 4 cyl. turbocompressé         | 4 cyl. turbocompressé       | 4 cyl. turbocompressé           | 4 cyl. turbocompressé               | V6 turbocompressé           | V6 turbocompressé                   |
| Cylindrée            | 1 968 cm3                     | 1 968 cm3                   | 1 968 cm3                       | 1 968 cm3                           | 2 967 cm3                   | 2 967 cm3                           |
| Puissance            | 120 ch                        | 136 ch                      | 143 ch                          | 177 ch                              | 204 ch                      | 245 ch                              |
| Couple               | 290 N m                       | 320 N m                     | 320 N m                         | 320 N m                             | 400 N m                     | 500 N m                             |
| Accélération         | 0 à 100 km/h en 10,5 / 10,9 s | 0 à 100 km/h en 9,3 / 9,6 s | 0 à 100 km/h en 9,1-9,2 / 9,5 s | 0 à 100 km/h en 7,8-8,2 / 7,9-8,4 s | 0 à 100 km/h en 7,1 / 7,3 s | 0 à 100 km/h en 5,9-6,1 / 6,1-6,3 s |
| Transmission         | Traction                      | Traction                    | Traction                        | Traction - Intégrale Quattro        | Traction                    | Traction - Intégrale Quattro        |
| Consommation (mixte) | 4,5 / 4,7 L/100 km            | 4,3 / 4,4 L/100 km          | 4,5-4,8 / 4,7-4,9 L/100 km      | 4,6-5,1 / 4,8-5,3 L/100 km          | 4,9 / 5,1 L/100 km          | 5,7-5,8 / 5,9 L/100 km              |
| CO2                  | 117 / 123 g/km                | 112 / 116 g/km              | 119 / 124 g/km                  | 120 / 126 g/km                      | 129 / 135 g/km              | 152 / 154 g/km                      |
| Poids (DIN)          | 1 485 kg / 1 540 kg           | 1 475 kg / 1 535 kg         | 1 480 kg / 1 535 kg             | 1 480 kg / 1 535 kg                 | 1 590 kg / 1 640 kg         | 1 640 kg / 1 680 kg                 |

Données berline / break Avant.

### Versions

#### Audi A4 (B8) Avant
Les nouvelles dimensions de l'Audi A4 Avant profitent au coffre de ce break premium, affichant les dimensions suivantes : 490 litres pour le volume du coffre, plus que ses concurrentes directes Mercedes-Benz Classe C break et BMW série 3 Touring, mais moins que le Citroën C5 Tourer (505 litres), pouvant atteindre 940 litres lorsque la banquette est rabattue (là où le Tourer C5 donne 1 462 litres). Audi propose par ailleurs un plancher réversible plastifié et des cache-bagages. En termes d'option, Audi propose un système de compartimentage du coffre.
Neuf motorisations sont disponibles :
- Essence :
  - 4 cylindres 1.8 TFSI de 160 ch
  - 4 cylindres 2.0 TFSI de 180 ou 211 ch
  - 6 cylindres en V 3.2 FSI de 265 ch
- Diesel :
  - 4 cylindres 2.0 TDI de 120, 136, 143, 150 ou 170 ch
  - 6 cylindres en V 2.7 TDI de 190 ch
  - 6 cylindres en V 3.0 TDI de 240 ch

### Galerie

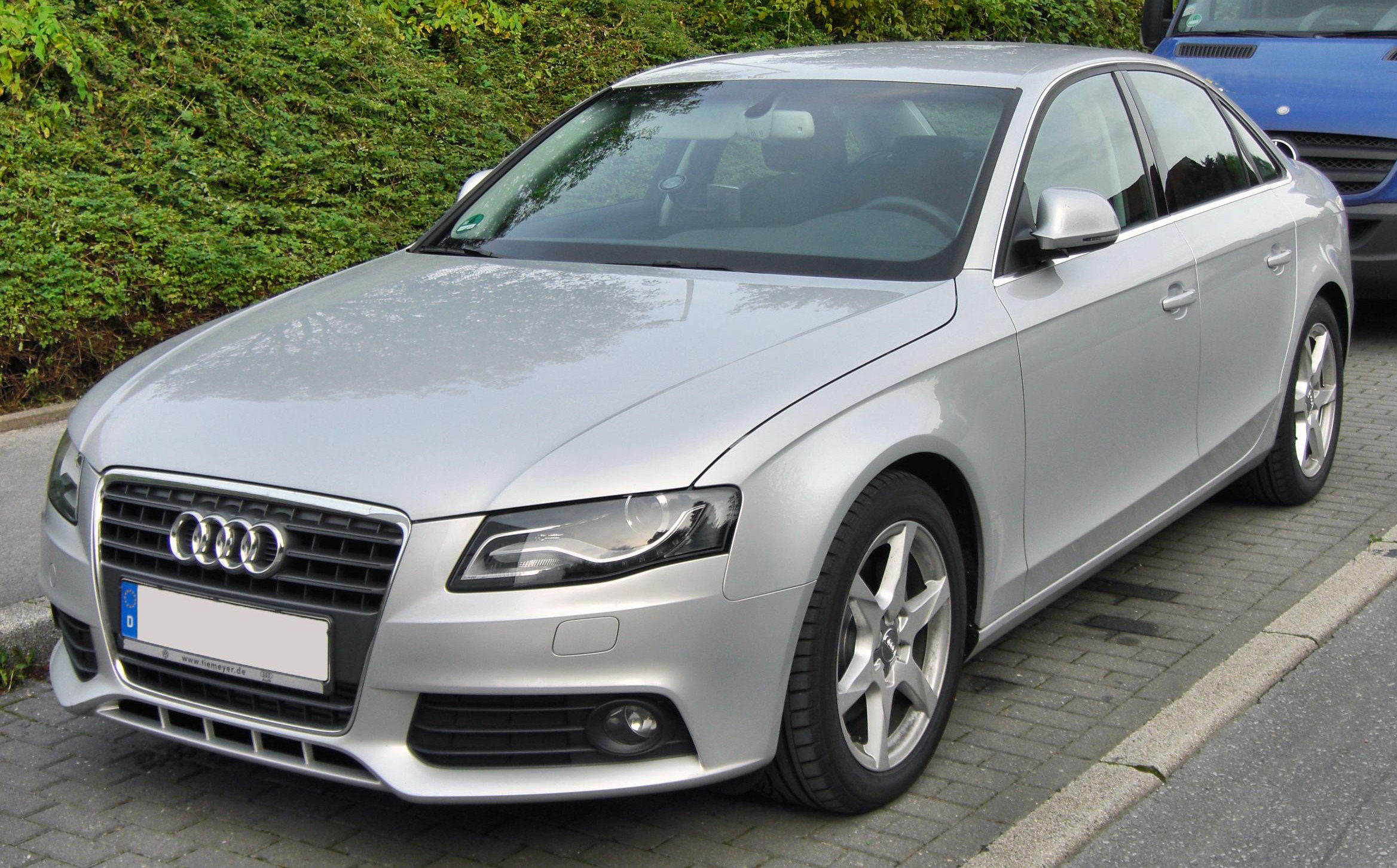
Face avant de l'Audi A4 (B8)
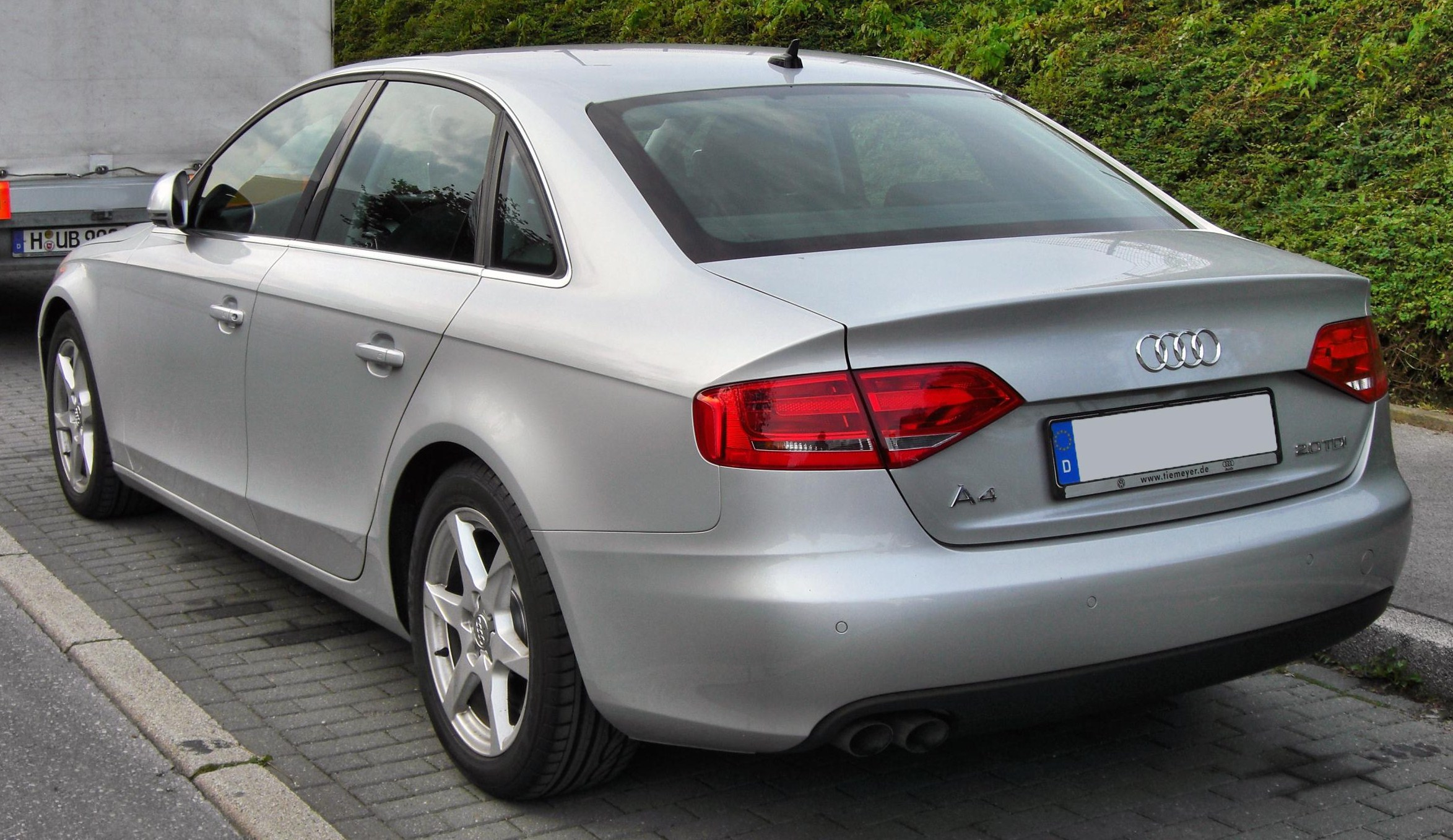
Face arrière de l'Audi A4 (B8)
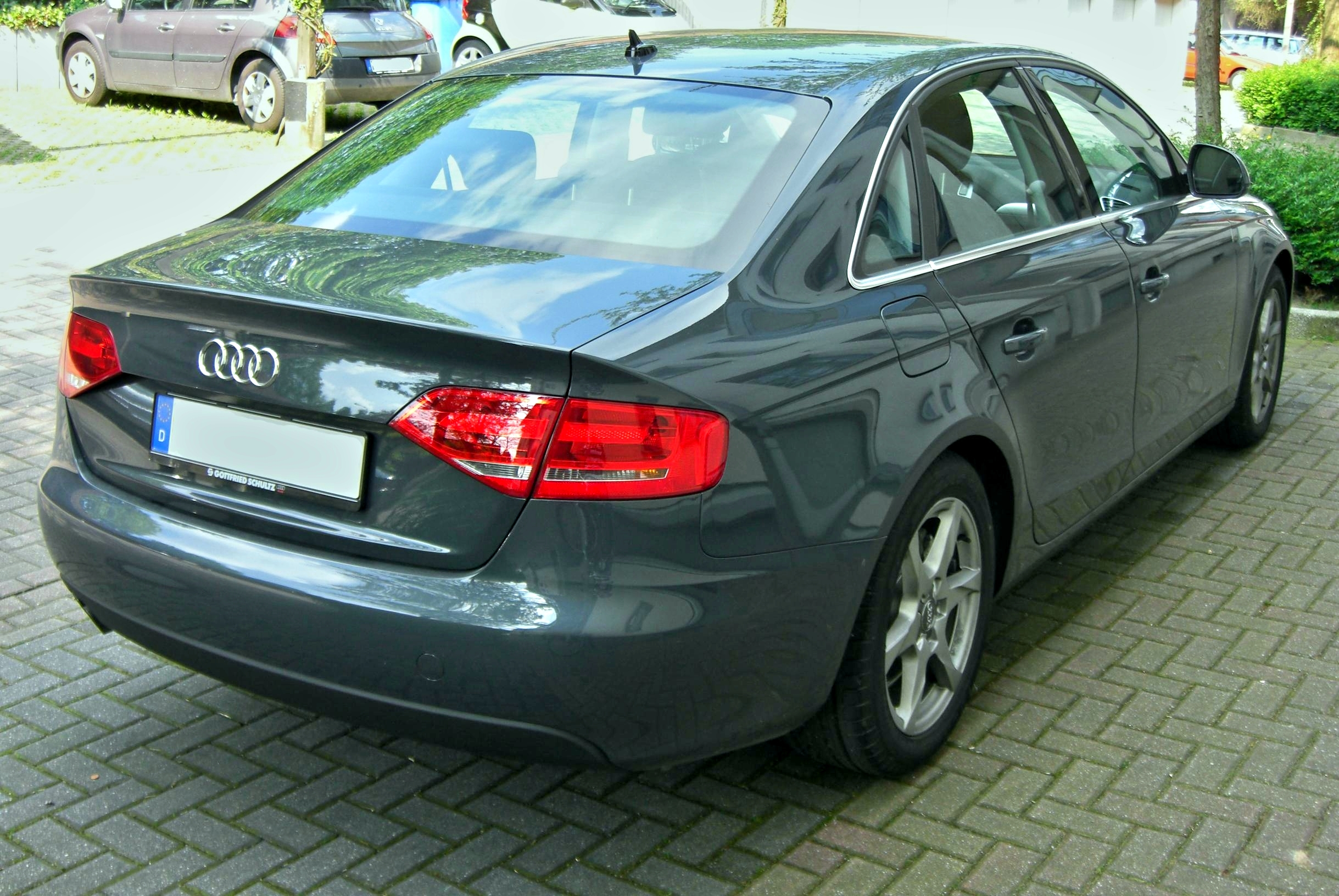
Face arrière de l'Audi A4 (B8)
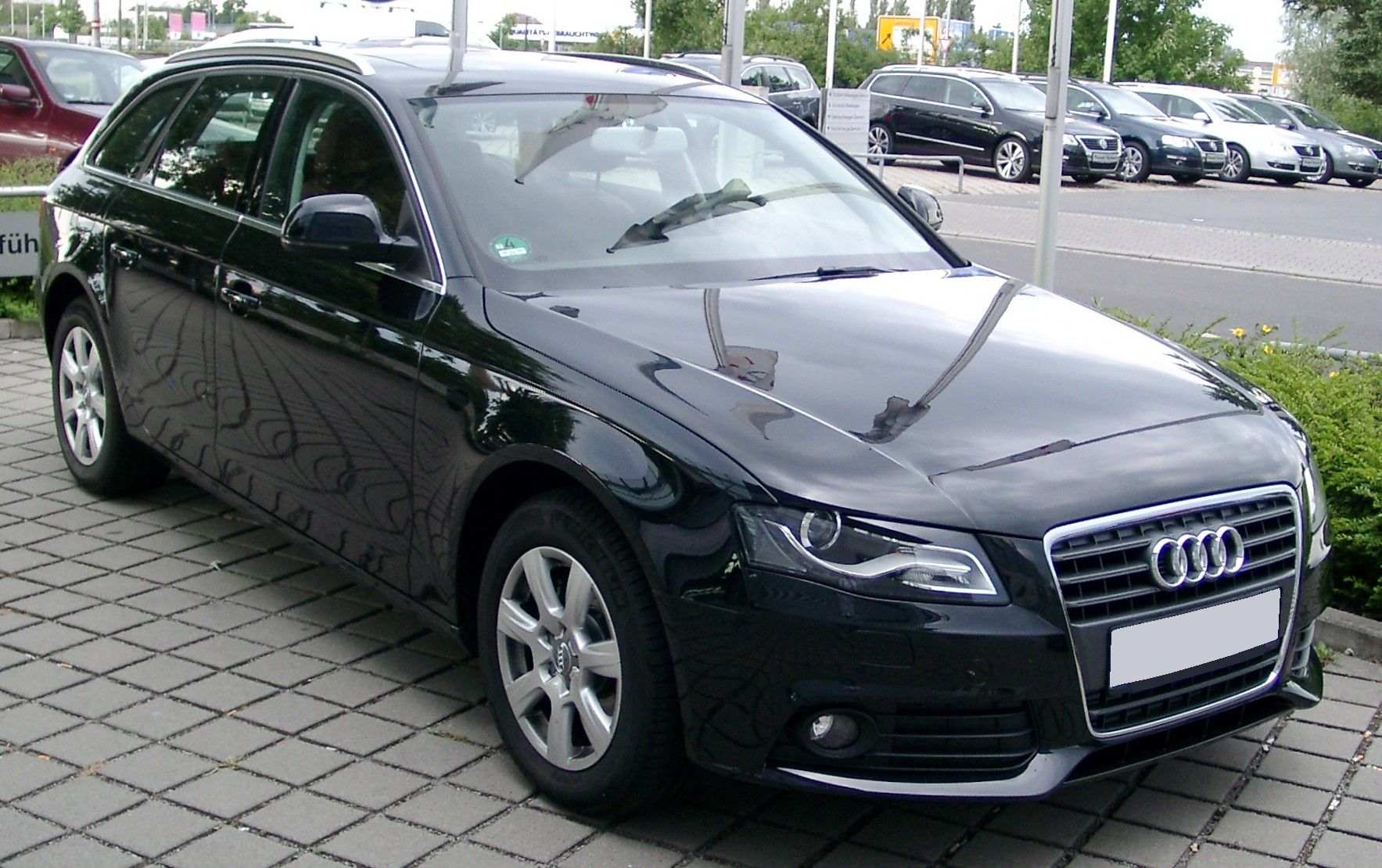
Face avant de l'Audi A4 (B8) Avant

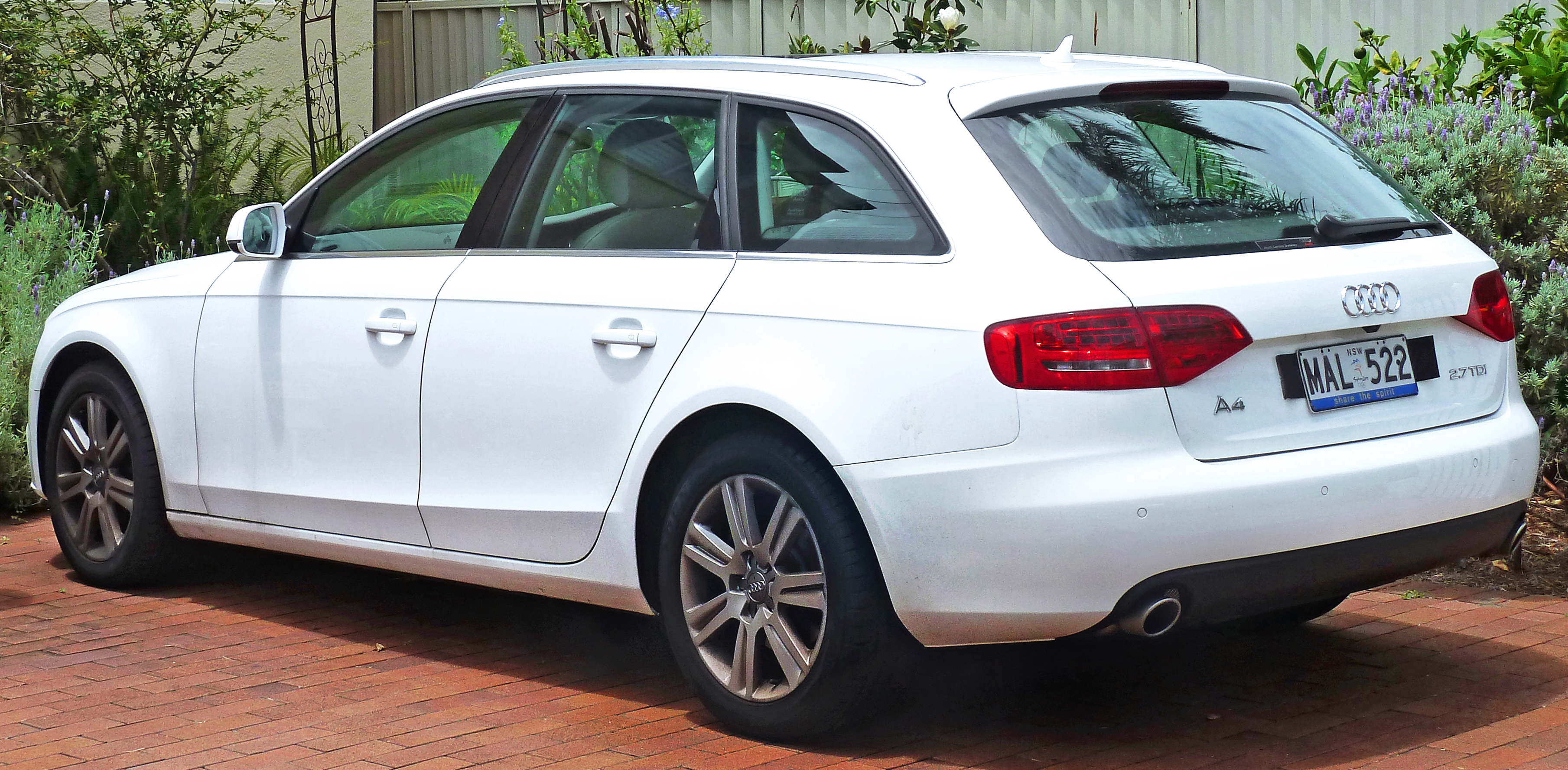
Face arrière de l'Audi A4 (B8) Avant
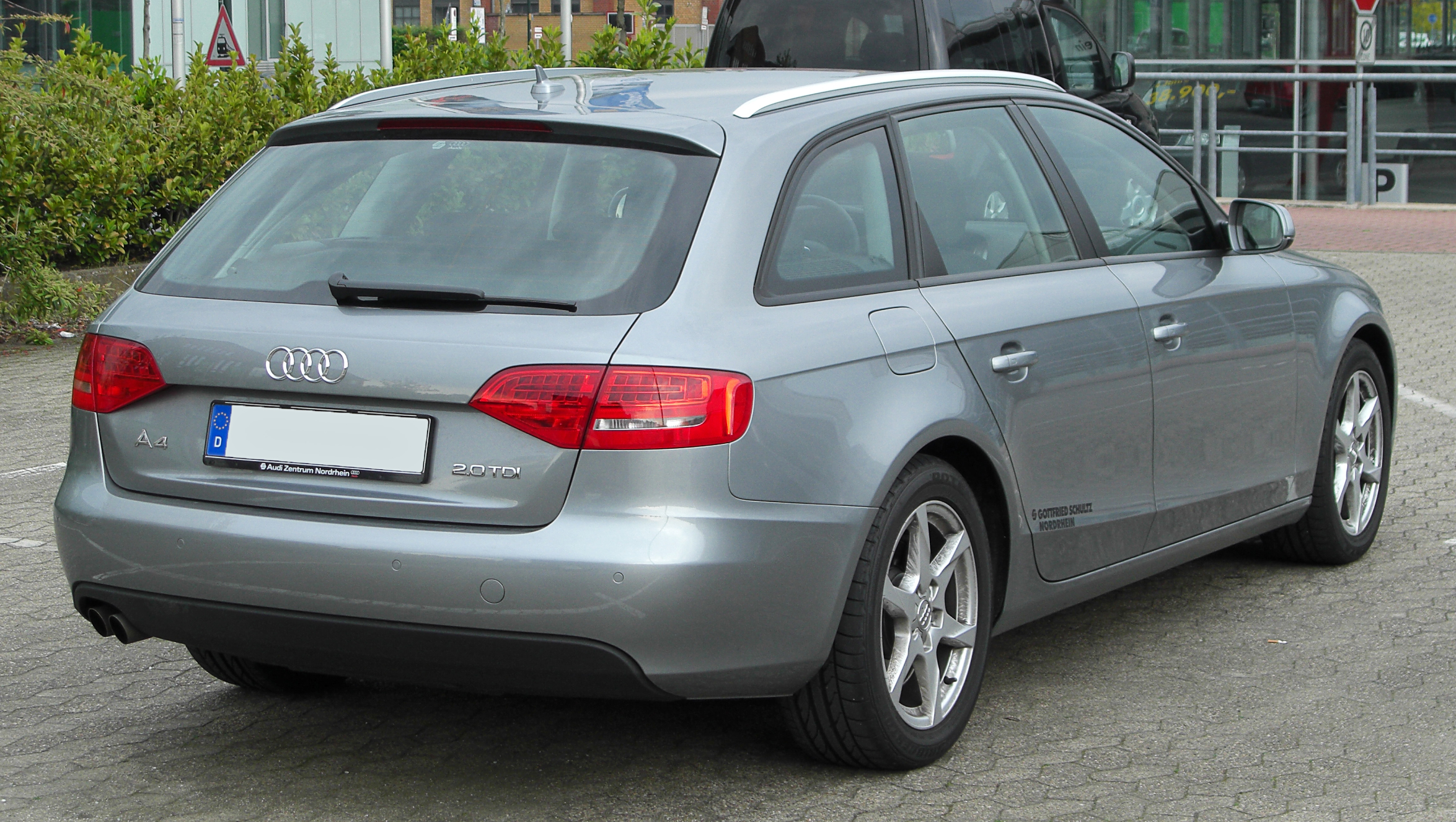
Face arrière de l'Audi A4 (B8) Avant
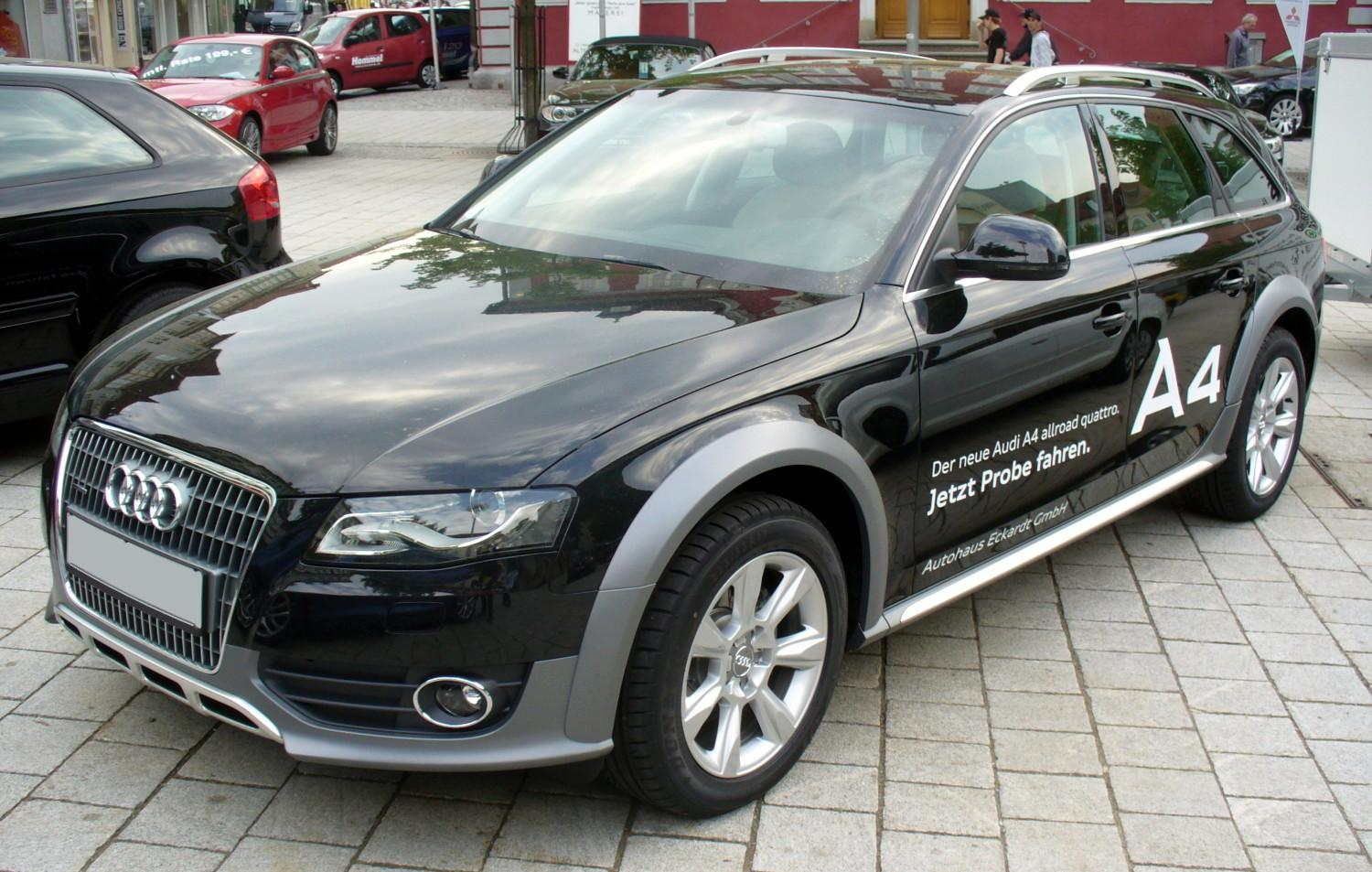
Audi A4 (B8) Allroad
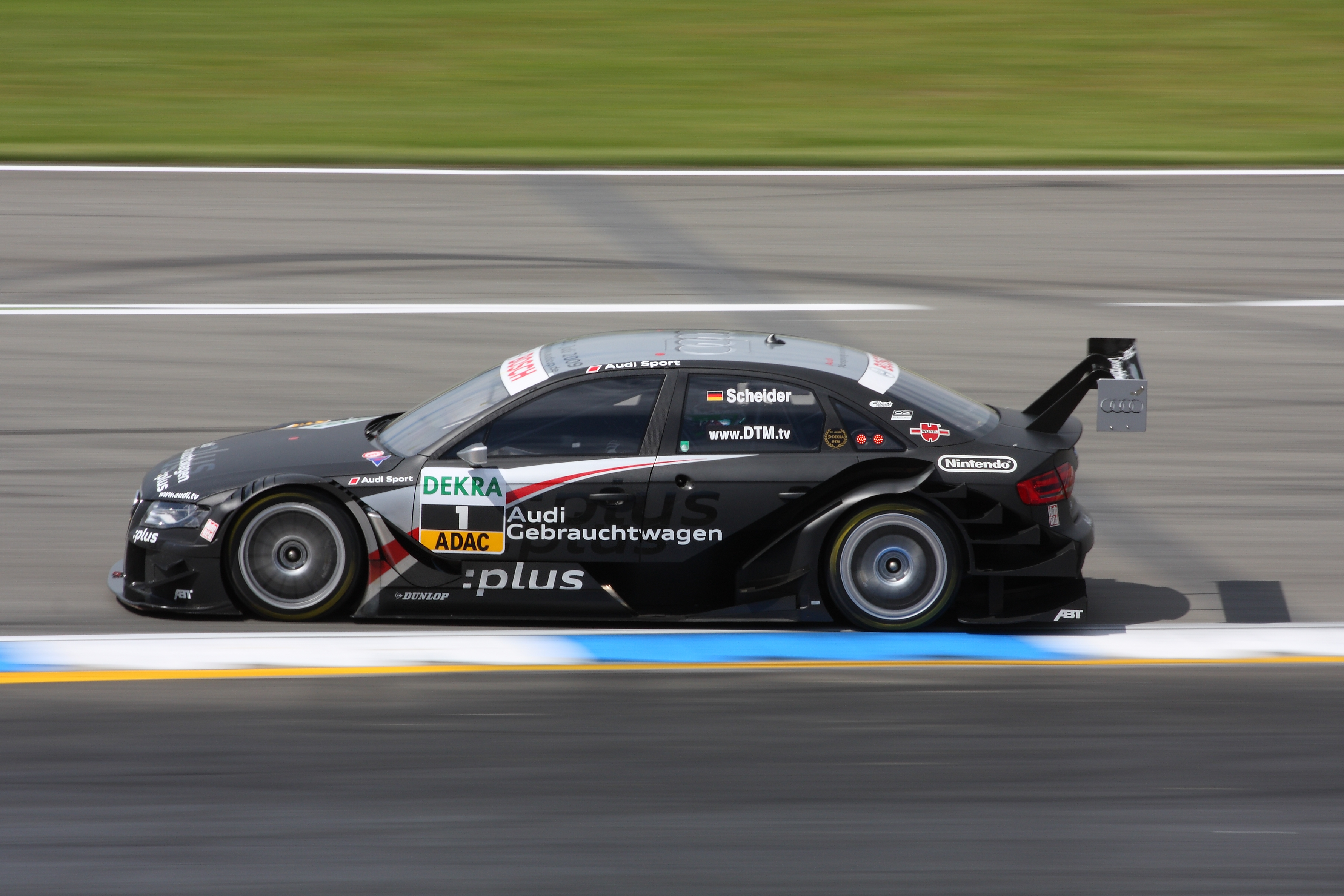
Audi A4 (B8) version DTM

## Audi A4 (B9)

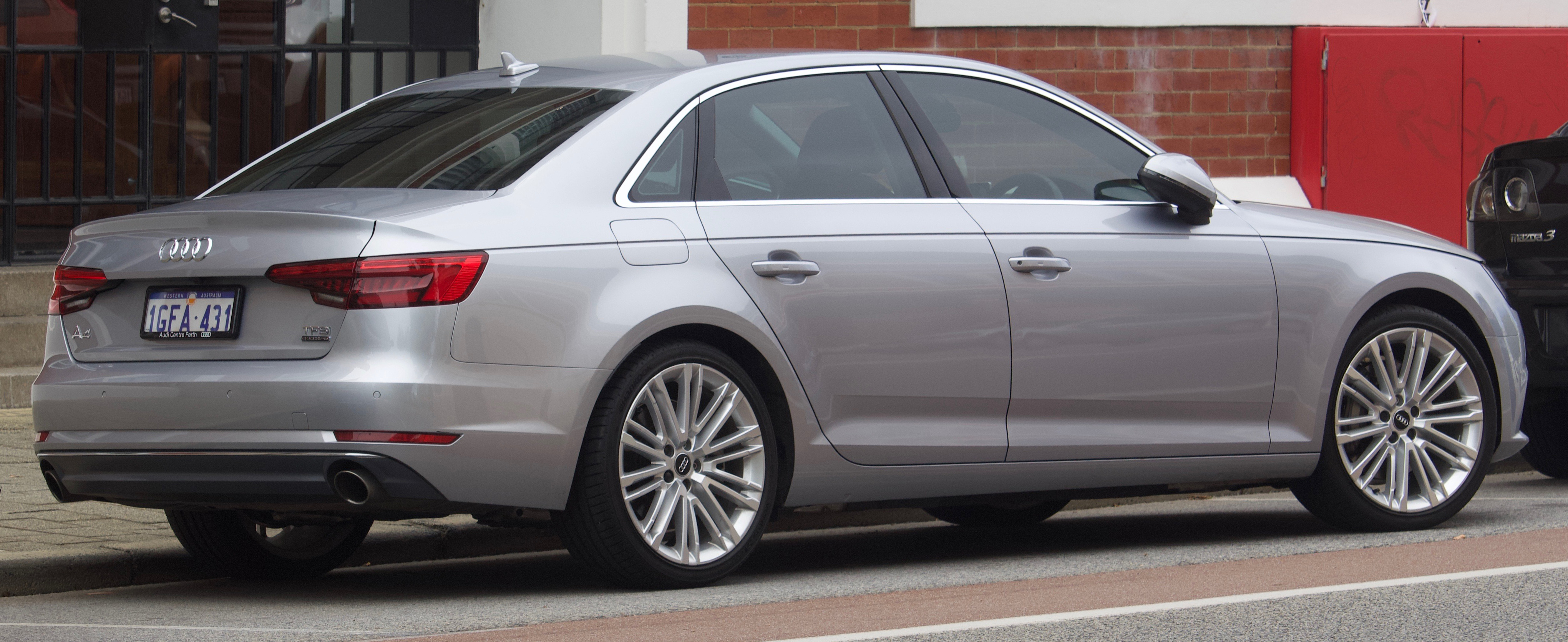
Audi A4 B9

L'Audi A4 B9 est présentée au salon de l'automobile de Francfort 2015 et commercialisée en novembre de la même année,. Celle-ci repose sur la plateforme MLB Evo (qui a fait son apparition sur le Q7 de deuxième génération en 2015), qui est une version améliorée de la plateforme MLB déjà très connue au sein du groupe Volkswagen.
Il s'agit de la cinquième génération de l'A4, ou la neuvième génération si l'on prend en compte son prédécesseur l'Audi 80.

### Phase 2
En 2018, l'A4 est discrètement retouchée dans sa version S Line : elle se distingue par une grande calandre chromée, un pare-chocs arrière redessiné, des étriers de frein peints en rouge et des nouveaux boucliers.

### Phase 3
En mai 2019, Audi procède au vrai premier restylage de son A4. Les feux avant et arrière ont été redessinés et s'inspirent de ceux de la nouvelle A6. À l'intérieur, le Virtual Cockpit évolue et adopte une nouvelle interface. L'écran d'info-divertissement devient tactile et voit son logiciel amélioré, il adopte celui des récentes A6 et A7. Les moteurs subissent également une mise à jour, tous sont équipés d'une micro hybridation de type 48 volts.
L'Audi A4 B9 est remplacée par une nouvelle génération (présentée le 16 juillet 2024) qui prend le nom de Audi A5, les chiffres pairs étant dorénavant réservés aux véhicules électriques dans la gamme du constructeur.

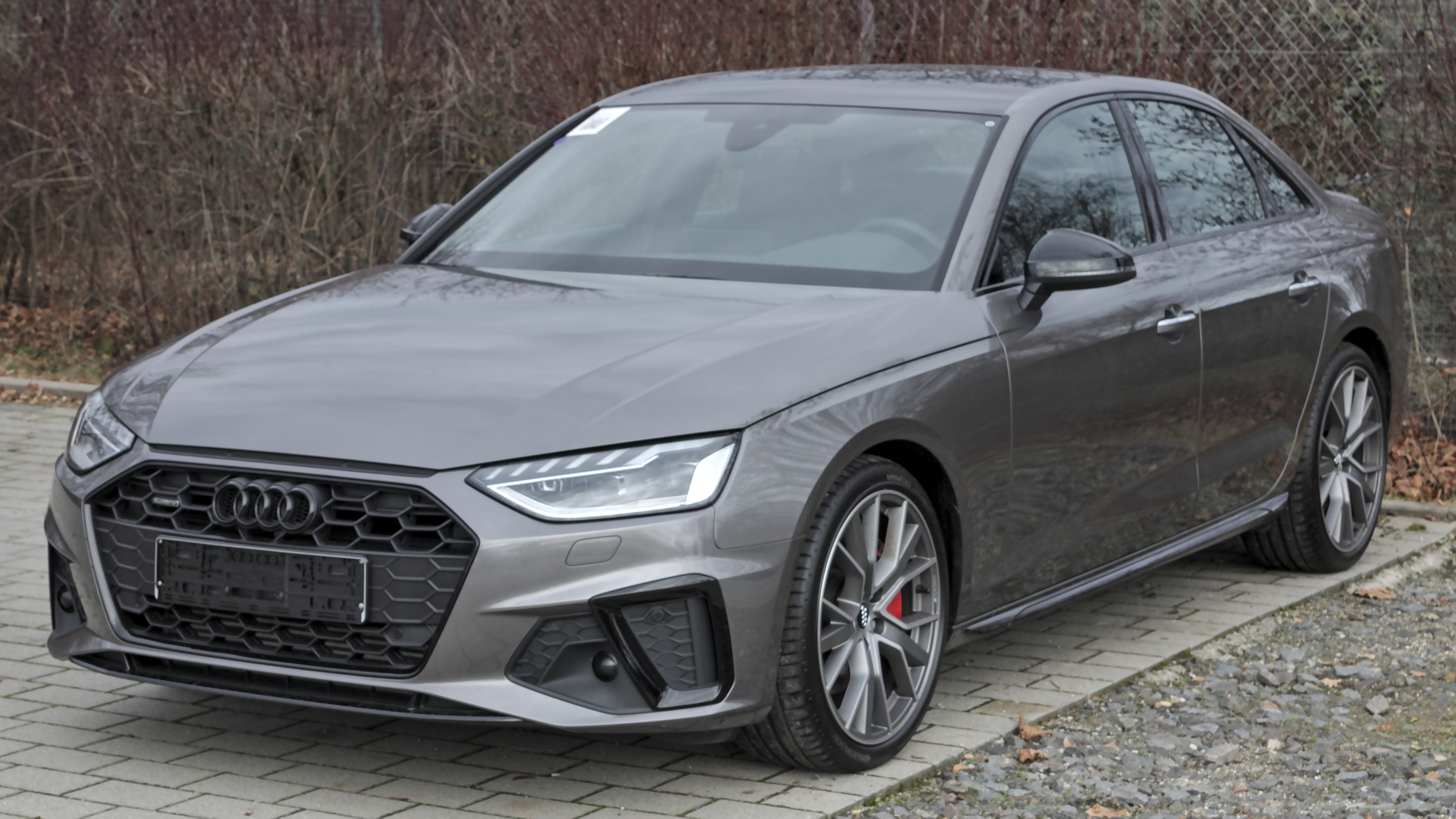
Audi A4 B9 restylée
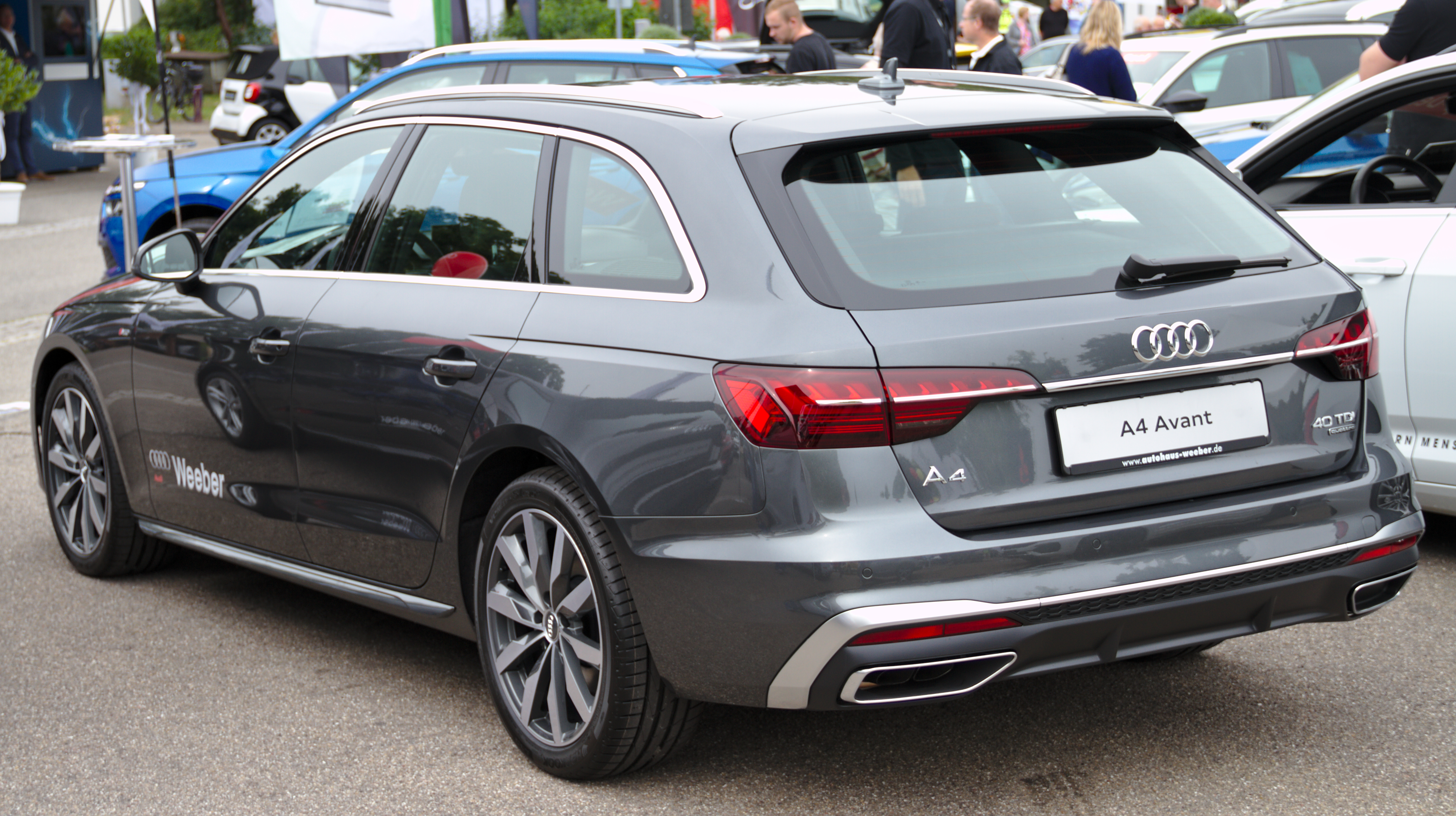
Audi A4 Avant B9 restylée

### Motorisations
|                            | 1.4 TFSi    | 1.4 TFSi    | 2.0 TFSi    | 2.0 TFSi    | 2.0 TFSi    | 2.0 TFSi    | 2.0 TFSi    | 2.0 TFSi    | 2.0 TDi     | 2.0 TDi     | 2.0 TDi     | 2.0 TDi     | 2.0 TDi     | 2.0 TDi     | 2.0 TDi     | 3.0 TDi | 3.0 TDi | 3.0 TDi  | 3.0 TDi  | 2.0 TFSi    |
| -------------------------- | ----------- | ----------- | ----------- | ----------- | ----------- | ----------- | ----------- | ----------- | ----------- | ----------- | ----------- | ----------- | ----------- | ----------- | ----------- | ------- | ------- | -------- | -------- | ----------- |
| Moteur                     | 4 cylindres | 4 cylindres | 4 cylindres | 4 cylindres | 4 cylindres | 4 cylindres | 4 cylindres | 4 cylindres | 4 cylindres | 4 cylindres | 4 cylindres | 4 cylindres | 4 cylindres | 4 cylindres | 4 cylindres | V6      | V6      | V6       | V6       | 4 cylindres |
| Cylindrée                  | 1 395       | 1 395       | 1 984       | 1 984       | 1 984       | 1 984       | 1 984       | 1 984       | 1 968       | 1 968       | 1 968       | 1 968       | 1 968       | 1 968       | 1 968       | 2 967   | 2 967   | 2 967    | 2 967    | 1 984       |
| Puissance maxi             | 150         | 150         | 190         | 190         | 252         | 252         | 252         | 252         | 122         | 122         | 150         | 150         | 190         | 190         | 190         | 218     | 218     | 218      | 272      | 170         |
| Couple maxi                | 250         | 250         | 320         | 320         | 370         | 370         | 370         | 370         |             |             | 320         | 320         | 400         | 400         | 400         | 400     | 400     | 400      | 600      |             |
| Boîte de vitesses          | BVM6        | BVA7        | BVM6        | BVA7        | BVM6        | BVA7        | BVM6 4x4    | BVA7 4x4    | BVM6        | BVA7        | BVM6        | BVA7        | BVM6        | BVA7        | BVA74x4     | BVM6    | BVA7    | BVA7 4x4 | BVA8 4x4 |             |
| Vitesse maxi               | 210         |             |             | 240         |             |             |             | 250         |             |             | 219         |             | 237         |             |             |         |         |          | 250      |             |
| 0-100 km/h                 | 8,9         |             |             | 7,3         |             |             |             | 5,8         |             |             | 8,7/7,7     |             | 7,7         |             |             |         |         |          | 5,3      |             |
| Consommation (en l/100 km) |             | 4,9         |             | 4,8         |             | 5,7         |             |             |             |             | 3,8/3,7     |             | 4,1         |             |             | 4,2     |         |          | 5,1      |             |
| Émissions de CO2 (en g/km) |             | 114         |             | 109         |             | 129         |             |             |             |             | 99/95       |             | 107         |             |             | 110     |         |          | 134      |             |

### Finitions
- A4
- A4 Design
- A4 Business Line
- A4 S Line
- A4 Design Luxe
- A4 Avus

#### Séries spéciales
- Edition

### Versions

#### A4 Avant

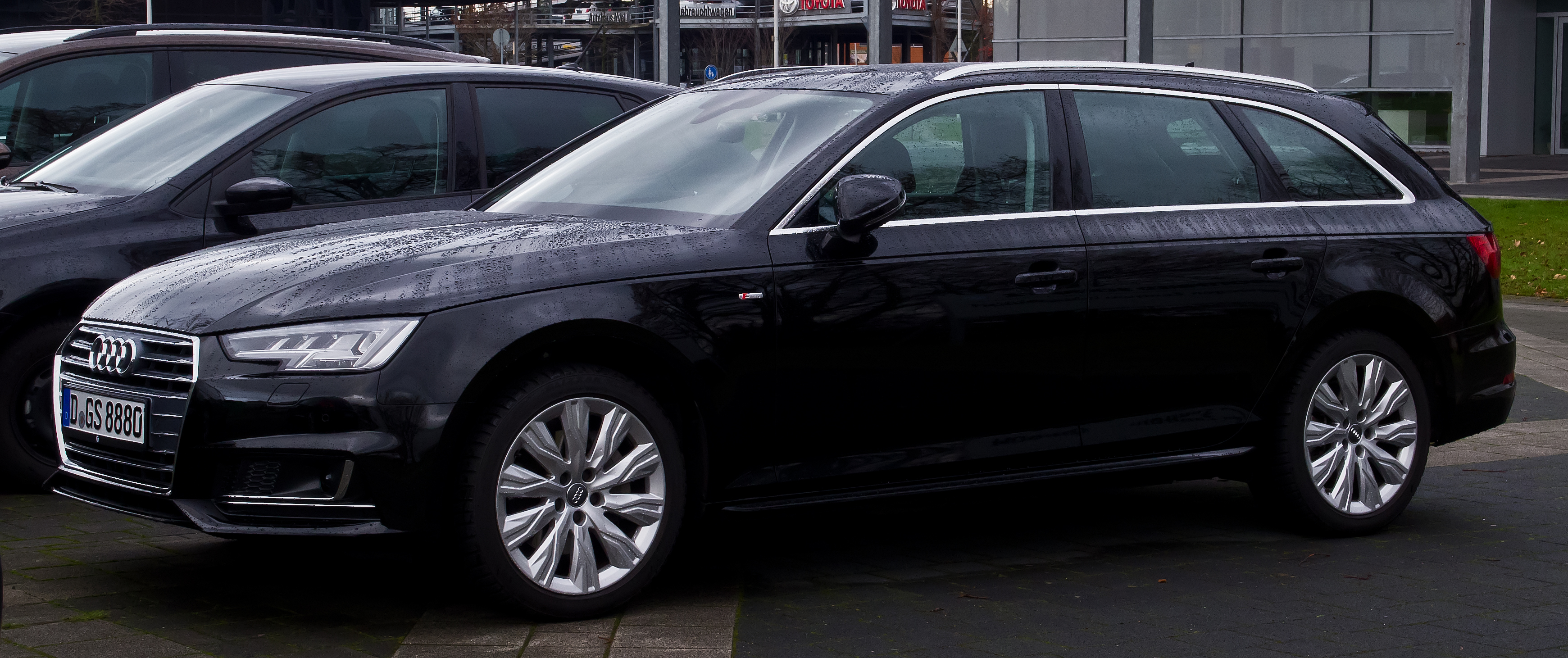
Audi A4 Avant B9

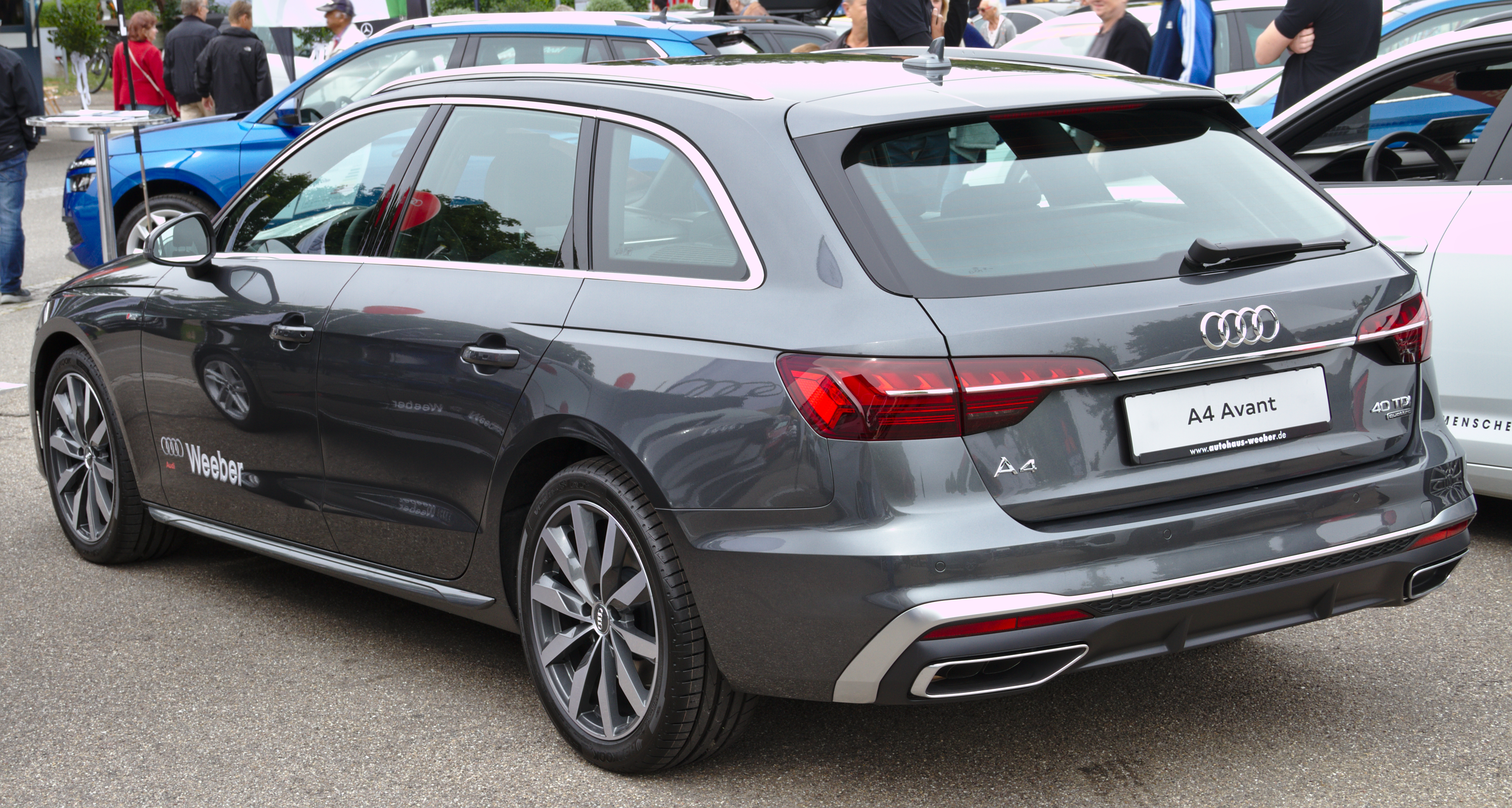
Audi A4 Avant (Facelift), arrière

Cette Audi A4 Avant embarque un moteur V6 développant 354 ch accouplé à une boîte automatique à 8 rapports.

#### S4
En 2019, Audi teste une version sportive de l'A4. Elle adopte le style S4 en matière de sportivité et de design.

#### G-Tron
Tout comme l'A3, l'A4 propose une version hybride convertie au gaz naturel appelée G-Tron.

### A4 L
Audi présente la version longue de son A4 en Chine en avril 2016.